# Diego Simeone
Diego Pablo Simeone (Buenos Aires, 28 de abril de 1970), es un exfutbolista y entrenador argentino. Dirige desde el 23 de diciembre de 2011 al Club Atlético de Madrid de la Primera División de España, al que ha consolidado en la élite del fútbol europeo. Es el entrenador con más partidos dirigidos en el Atlético, y el más laureado en la historia del club con ocho títulos. Además, fue nombrado por la IFFHS en 2021 «mejor entrenador mundial de la década».
Como jugador, debutó como profesional en 1987 en Vélez Sarsfield, en el que permaneció hasta 1990, en que sale al Pisa italiano. En 1992 llega a España al ser traspasado al Sevilla (1992-1994), para fichar dos años después por el Atlético de Madrid (1994-1997), con el que logra un «doblete» en la 1995-96. En 1997 retorna a Italia, al Inter de Milán (1997-1999), venciendo su primer año la Copa UEFA. Tras dos cursos con los «nerazzurri», ficha por la Lazio (1999-2003) y logra el segundo «doblete» de su carrera, en la campaña 1999-2000. En 2003 regresa al Atlético (2003-2005), antes de su retirada en Argentina con Racing Club en 2006.
Fue internacional absoluto con Argentina (1988-2002), con 106 partidos y 11 goles. Con ella disputó tres Copas Mundiales y cuatro Copas América; se proclamó bicampeón continental en 1991 y 1993, campeón de la Confederaciones de 1992 y de la Copa de Campeones Conmebol-UEFA en 1993.
Como entrenador, dirigió a cuatro equipos argentinos: Racing Club, Estudiantes, River Plate y San Lorenzo; y un italiano, Catania, antes de su llegada a España, al Atlético. En su palmarés cuenta dos campeonatos de la Primera División de Argentina con River y Estudiantes, pero tiene sus mayores éxitos en el Atlético, donde ha logrado a nivel nacional dos Ligas, una Copa y una Supercopa, y a nivel continental dos Ligas Europa y dos Supercopas de Europa, además de dos subcampeonatos en Liga de Campeones.

## Trayectoria como jugador

### Inicios en Argentina (1987-1990)
Diego Simeone creció en el barrio de San Nicolás de la ciudad de Buenos Aires. Desde muy temprana edad su vida giró en torno al fútbol. Su padre recuerda algunas anécdotas de su niñez relacionadas con su obsesión por la pelota: «cuando empezó a hablar, la primera palabra fue gol».  En otra ocasión «le regalaron un gran juguete y el tipo lo transformó en una cancha de fútbol».

Se formó en las divisiones inferiores del Club Atlético Vélez Sarsfield. Su entrenador Victorio Spinetto le apodó Cholo porque su estilo de juego le recordaba al exjugador Carmelo Simeone (sin parentesco), quien recibió el mismo apodo. También ejerció como recogepelotas del club. En 1987 pasó a formar parte del plantel profesional.

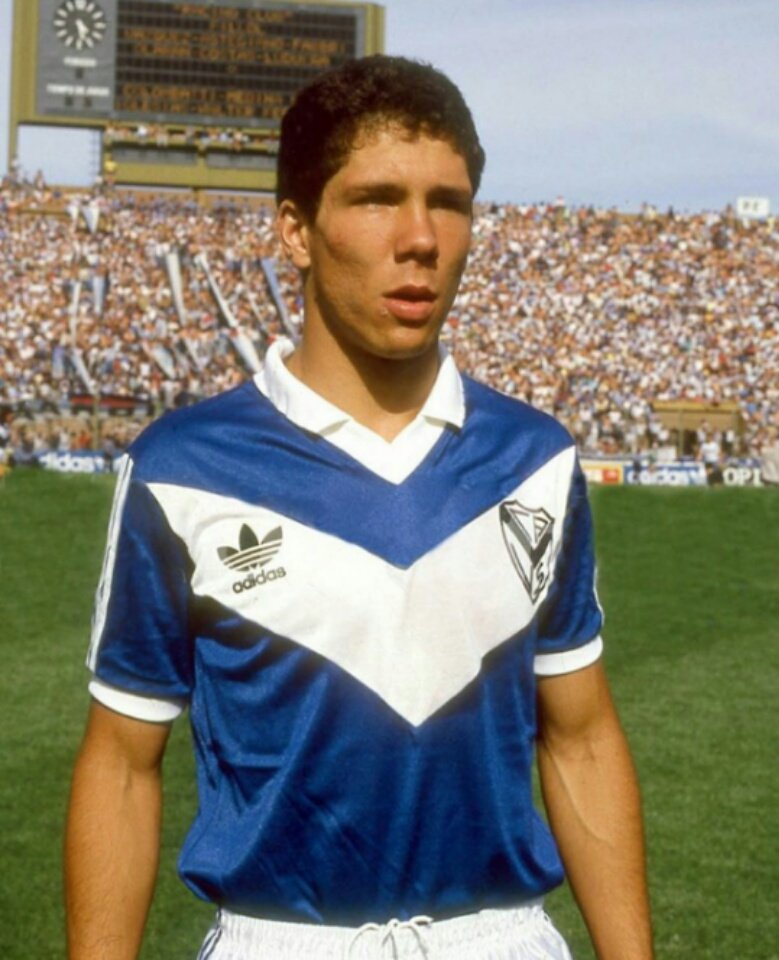
Simeone con Vélez Sarsfield en 1989.

Su debut en la Primera División de Argentina se produjo el 13 de septiembre de 1987 en el partido Gimnasia LP 2-1 Vélez Sarsfield. Se desempeñaba como medio centro y destacó por su entrega, su disciplina táctica y su polifuncionalidad. Agresivo en defensa, era un excelente cabeceador a balón parado y un líder en los equipos donde jugó. Consiguió su primer gol el 12 de octubre de 1987 en el partido Vélez Sarsfield 1-2 Deportivo Español (1-2 a los 4 minutos del segundo tiempo). Con la camiseta del Fortín disputó 82 partidos y marcó 15 goles. En 1990 desembarcó en Europa para jugar en el Pisa de Italia, en el que permaneció dos temporadas en las que jugó 62 partidos y anotó 6 goles.

### Llegada a España y éxito en Atlético de Madrid (1992-1997)
En el verano de 1992 recaló en el Sevilla FC a petición expresa del técnico argentino Carlos Bilardo. Su traspaso costó 160 millones de pesetas. Su debut en la Primera División de España se produjo el 6 de septiembre de 1992 en el partido Albacete 3-4 Sevilla; marcó su primer gol frente al Valencia en Mestalla. Aquel primer año coincidió con el breve paso de Diego Armando Maradona por la entidad andaluza. En su segunda campaña Luis Aragonés tomó el relevo de Bilardo en el banquillo: el Cholo se consolidó en el mediocentro y dobló sus registros goleadores. Como anécdota, cabe recordar el puñetazo que recibió del brasileño Romário en el Sánchez-Pizjuán, lo que provocó la expulsión del delantero del Barcelona y su posterior sanción.
En 1994 fichó por el Atlético de Madrid por 5 años y se convirtió en uno de los capitanes del equipo e ídolo de la afición. En su primera temporada el equipo no logró funcionar y estuvo inmerso en la lucha por no descender de categoría. Sin embargo, su mejor temporada fue la 1995-96: fue una pieza clave en el equipo que conquistó el histórico doblete al ganar la Liga y la Copa del Rey en una misma temporada. Aquel equipo, dirigido por el serbio Radomir Antić, destacó por el orden táctico y la estrategia a balón parado y resultaron imprescindibles jugadores como Caminero, Pantic, Kiko y el mismo Simeone. Probablemente, su gol más recordado sea el que marcó frente al Albacete en la última jornada de liga y que encarriló definitivamente la consecución del campeonato, culminando una campaña histórica para el equipo colchonero.

### Logros con el Inter y la Lazio (1997-2003)
En el verano de 1997, regresó a Italia para jugar en el Inter de Milán. La escuadra nerazzurri iniciaba un proyecto muy ambicioso con la incorporación además del brasileño Ronaldo, considerado el mejor jugador del momento. En su primera temporada el equipo ganó la Copa de la UEFA y quedó subcampeón de la Serie A tras pelear por el título con la Juventus hasta la última jornada. Para el recuerdo queda su actuación en el derbi frente al AC Milan, el que anotó dos goles en la victoria del Inter por 0-3. En el verano de 1999 fue traspasado a la Lazio dentro de la operación que el Inter realizó para fichar al delantero Christian Vieri.
Con la Lazio cosechó su etapa más exitosa, la temporada 1999-2000. El equipo, dirigido por Sven-Göran Eriksson, se adjudicó la Serie A tras disputarle el campeonato a la Juventus hasta la última jornada, en la cual la derrota de los bianconeros en Perugia y la victoria de la Lazio les otorgaba a los romanos su segundo scudetto de la historia (26 años después del primero). Además, aquella campaña el equipo también se proclamó campeón de la Copa de Italia, de la Supercopa de Italia y de la Supercopa de Europa. En aquella Lazio, además del propio Simeone, destacaban jugadores como Nedved, Boksic, Salas, Verón, Stankovic, Mihajlovic y Nesta, entre otros. A finales de 2001, en un partido frente al PSV en Eindhoven, sufrió una importante lesión de menisco y ligamento cruzado, lo que hizo peligrar su presencia en el mundial de Japón; sin embargo, se recuperó a tiempo para disputar el torneo, pero el equipo argentino no pasó de la primera fase.

### Retiro (2003-2006)
En 2003 fichó de nuevo por el Atlético de Madrid, donde permaneció dos temporadas más jugando como líbero. Simeone disputó un total de 197 partidos en la Primera División de España. En 2005 regresó a Argentina para jugar en el club del cual es hincha, Racing, y donde se retiró del fútbol profesional en 2006.

## Selección nacional
Fue internacional absoluto con la selección argentina entre los años 1988 y 2002. Disputó un total de 106 encuentros en los que anotó once goles; fue el quinto jugador con más presencias en la albiceleste. Logró dos Copas América, la primera edición de la Copa Confederaciones (que por entonces se llamaba Copa Rey Fahd) en 1992, la Copa de Campeones Conmebol-UEFA en 1993 y el subcampeonato olímpico en Atlanta 1996. 
Su debut como internacional se produjo el 14 de julio de 1988 en un partido amistoso contra Australia, que derrotó por 4-1 al seleccionado argentino. Dos días después, anotó su primer gol frente a Arabia Saudí en otro amistoso disputado en Canberra. Contribuyó notablemente a la conquista de las Copas América de 1991 y de 1993 para la Argentina, disputadas en Chile y Ecuador respectivamente. En la primera disputó todos los encuentros y marcó dos goles, uno de ellos en el partido final de la liguilla por el título, ante Colombia. En la de 1993 anotó un gol en la primera fase y dio la asistencia para que Gabriel Batistuta marcase el gol de la victoria frente a México en la final. Disputó tres Copas Mundiales (1994, 1998 y 2002) en las que jugó un total de once encuentros.
En el 2000 recibió el Premio Konex - Diploma al Mérito como uno de los cinco futbolistas en el exterior más emblemáticos de la década de Argentina.

### Participaciones internacionales
| Competición                          | Sede                   | Resultado              | Estadísticas | Estadísticas |
| Competición                          | Sede                   | Resultado              | P. J.        | G.           |
| ------------------------------------ | ---------------------- | ---------------------- | ------------ | ------------ |
| Copa Mundial de Fútbol de 1994       | Estados Unidos         | Octavos de final       | 4            | 0            |
| Copa Mundial de Fútbol de 1998       | Francia                | Cuartos de final       | 5            | 0            |
| Copa Mundial de Fútbol de 2002       | Corea y Japón          | Fase de grupos         | 2            | 0            |
| Total en Copa Mundial                | Total en Copa Mundial  | Total en Copa Mundial  | 11           | 0            |
| Copa Mundial Sub-20 1989             | Arabia Saudita         | Cuartos de final       | 4            | 1            |
| Juegos Olímpicos de Atlanta 1996     | Estados Unidos         | Medalla de Plata       | 6            | 1            |
| Copa Confederaciones 1992            | Arabia Saudita         | Campeón                | 2            | 1            |
| Copa de Campeones Conmebol-UEFA 1993 | Argentina              | Campeón                | 1            | 0            |
| Copa América 1991                    | Chile                  | Campeón                | 6            | 2            |
| Copa América 1993                    | Ecuador                | Campeón                | 5            | 1            |
| Copa América 1995                    | Uruguay                | Cuartos de final       | 4            | 1            |
| Copa América 1999                    | Paraguay               | Cuartos de final       | 4            | 1            |
| Total en Copa América                | Total en Copa América  | Total en Copa América  | 19           | 5            |
| Eliminatorias 1994                   | CONMEBOL               | Clasificado            | 6            | 0            |
| Eliminatorias 1998                   | CONMEBOL               | Clasificado            | 13           | 2            |
| Eliminatorias 2002                   | CONMEBOL               | Clasificado            | 14           | 0            |
| Total en eliminatorias               | Total en eliminatorias | Total en eliminatorias | 33           | 2            |

### Partidos
| 14-7-1988  | Sídney            | Australia      | 4-1       | Argentina       | Amistoso                   |     |
| 16-7-1988  | Canberra          | Argentina      | 2-0       | Arabia Saudí    | Amistoso                   | 4'  |
| 9-3-1989   | Barranquilla      | Colombia       | 1-0       | Argentina       | Amistoso                   |     |
| 13-4-1989  | Guayaquil         | Ecuador        | 2-2       | Argentina       | Amistoso                   |     |
| 20-4-1989  | Santiago de Chile | Chile          | 1-1       | Argentina       | Amistoso                   |     |
| 17-1-1990  | Los Ángeles       | Argentina      | 0-2       | México          | Amistoso                   |     |
| 23-5-1991  | Mánchester        | Argentina      | 1-1       | URSS            | Amistoso                   |     |
| 25-5-1991  | Londres           | Inglaterra     | 2-2       | Argentina       | Amistoso                   |     |
| 27-6-1991  | Curitiba          | Brasil         | 1-1       | Argentina       | Amistoso                   |     |
| 8-7-1991   | Santiago de Chile | Argentina      | 3-0       | Venezuela       | Copa América 1991          |     |
| 10-7-1991  | Santiago de Chile | Chile          | 0-1       | Argentina       | Copa América 1991          |     |
| 12-7-1991  | Concepción        | Argentina      | 4-1       | Paraguay        | Copa América 1991          | 61' |
| 17-7-1991  | Santiago de Chile | Argentina      | 3-2       | Brasil          | Copa América 1991          |     |
| 19-7-1991  | Santiago de Chile | Chile          | 0-0       | Argentina       | Copa América 1991          |     |
| 21-7-1991  | Santiago de Chile | Argentina      | 2-1       | Colombia        | Copa América 1991          | 11' |
| 16-10-1992 | Riad              | Argentina      | 4-0       | Costa de Marfil | Copa Confederaciones       |     |
| 20-10-1992 | Riad              | Arabia Saudí   | 1-3       | Argentina       | Copa Confederaciones       | 64' |
| 26-11-1992 | Buenos Aires      | Argentina      | 2-0       | Polonia         | Amistoso                   |     |
| 18-2-1993  | Buenos Aires      | Argentina      | 1-1       | Brasil          | Amistoso                   |     |
| 24-2-1993  | Mar del Plata     | Argentina      | 1-1 (5-4) | Dinamarca       | Copa Artemio Franchi       |     |
| 20-6-1993  | Guayaquil         | Argentina      | 1-1       | México          | Copa América 1993          |     |
| 23-6-1993  | Guayaquil         | Argentina      | 1-1       | Colombia        | Copa América 1993          | 2'  |
| 27-6-1993  | Guayaquil         | Argentina      | 1-1 (6-5) | Brasil          | Copa América 1993          |     |
| 1-7-1993   | Guayaquil         | Argentina      | 0-0 (6-5) | Colombia        | Copa América 1993          |     |
| 4-7-1993   | Guayaquil         | Argentina      | 2-1       | México          | Copa América 1993          |     |
| 1-8-1993   | Lima              | Perú           | 0-1       | Argentina       | Clasificación Mundial 1994 |     |
| 8-8-1993   | Asunción          | Paraguay       | 1-3       | Argentina       | Clasificación Mundial 1994 |     |
| 15-8-1993  | Barranquilla      | Colombia       | 2-1       | Argentina       | Clasificación Mundial 1994 |     |
| 29-8-1993  | Buenos Aires      | Argentina      | 0-0       | Paraguay        | Clasificación Mundial 1994 |     |
| 5-9-1993   | Buenos Aires      | Argentina      | 0-5       | Colombia        | Clasificación Mundial 1994 |     |
| 17-11-1993 | Buenos Aires      | Argentina      | 1-0       | Australia       | Clasificación Mundial 1994 |     |
| 23-3-1994  | Recife            | Brasil         | 2-0       | Argentina       | Amistoso                   |     |
| 20-4-1994  | Salta             | Argentina      | 3-1       | Marruecos       | Amistoso                   |     |
| 18-5-1994  | Santiago de Chile | Chile          | 3-3       | Argentina       | Amistoso                   |     |
| 25-5-1994  | Guayaquil         | Ecuador        | 1-0       | Argentina       | Amistoso                   |     |
| 31-5-1994  | Tel Aviv          | Israel         | 0-3       | Argentina       | Amistoso                   |     |
| 4-6-1994   | Zagreb            | Croacia        | 0-0       | Argentina       | Amistoso                   |     |
| 21-6-1994  | Boston            | Argentina      | 4-0       | Grecia          | Copa Mundial de 1994       |     |
| 25-6-1994  | Boston            | Argentina      | 2-1       | Nigeria         | Copa Mundial de 1994       |     |
| 30-6-1994  | Dallas            | Argentina      | 0-2       | Bulgaria        | Copa Mundial de 1994       |     |
| 3-7-1994   | Pasadena          | Rumanía        | 3-2       | Argentina       | Copa Mundial de 1994       |     |
| 22-6-1995  | Mendoza           | Argentina      | 6-0       | Eslovaquia      | Amistoso                   | 90' |
| 30-6-1995  | Quilmes           | Argentina      | 2-0       | Australia       | Amistoso                   |     |
| 8-7-1995   | Paysandú          | Argentina      | 2-1       | Bolivia         | Copa América 1995          |     |
| 11-7-1995  | Paysandú          | Argentina      | 4-0       | Chile           | Copa América 1995          | 6'  |
| 14-7-1995  | Paysandú          | Estados Unidos | 3-0       | Argentina       | Copa América 1995          |     |
| 17-7-1995  | Rivera            | Brasil         | 2-2 (4-2) | Argentina       | Copa América 1995          |     |
| 20-9-1995  | Madrid            | España         | 2-1       | Argentina       | Amistoso                   |     |
| 8-11-1995  | Buenos Aires      | Argentina      | 0-1       | Brasil          | Amistoso                   |     |
| 24-4-1996  | Buenos Aires      | Argentina      | 3-1       | Bolivia         | Clasificación Mundial 1998 |     |
| 2-6-1996   | Quito             | Ecuador        | 2-0       | Argentina       | Clasificación Mundial 1998 |     |
| 20-6-1996  | San Miguel        | Argentina      | 2-0       | Polonia         | Amistoso                   | 77' |
| 7-7-1996   | Lima              | Perú           | 0-0       | Argentina       | Clasificación Mundial 1998 |     |
| 9-10-1996  | San Cristóbal     | Venezuela      | 2-5       | Argentina       | Clasificación Mundial 1998 | 76' |
| 28-12-1996 | Mar del Plata     | Argentina      | 2-3       | Yugoslavia      | Amistoso                   |     |
| 12-1-1997  | Montevideo        | Uruguay        | 0-0       | Argentina       | Clasificación Mundial 1998 |     |
| 12-2-1997  | Barranquilla      | Colombia       | 0-1       | Argentina       | Clasificación Mundial 1998 |     |
| 30-4-1997  | Buenos Aires      | Argentina      | 2-1       | Ecuador         | Clasificación Mundial 1998 |     |
| 8-6-1997   | Buenos Aires      | Argentina      | 2-0       | Perú            | Clasificación Mundial 1998 | 46' |
| 6-7-1997   | Asunción          | Paraguay       | 1-2       | Argentina       | Clasificación Mundial 1998 |     |
| 20-7-1997  | Buenos Aires      | Argentina      | 2-0       | Venezuela       | Clasificación Mundial 1998 |     |
| 10-9-1997  | Santiago de Chile | Chile          | 1-2       | Argentina       | Clasificación Mundial 1998 |     |
| 12-10-1997 | Buenos Aires      | Argentina      | 0-0       | Uruguay         | Clasificación Mundial 1998 |     |
| 16-10-1997 | Buenos Aires      | Argentina      | 1-1       | Colombia        | Clasificación Mundial 1998 |     |
| 19-2-1998  | Mendoza           | Argentina      | 2-1       | Rumanía         | Amistoso                   |     |
| 24-2-1998  | Mar del Plata     | Argentina      | 3-1       | Yugoslavia      | Amistoso                   |     |
| 22-4-1998  | Dublín            | Irlanda        | 0-2       | Argentina       | Amistoso                   |     |
| 29-4-1998  | Río de Janeiro    | Brasil         | 0-1       | Argentina       | Amistoso                   |     |
| 14-5-1998  | Córdoba           | Argentina      | 5-0       | Bosnia          | Amistoso                   |     |
| 19-5-1998  | Mendoza           | Argentina      | 1-0       | Chile           | Amistoso                   |     |
| 25-5-1998  | Buenos Aires      | Argentina      | 2-0       | Sudáfrica       | Amistoso                   |     |
| 14-6-1998  | Tolouse           | Argentina      | 1-0       | Japón           | Copa Mundial de 1998       |     |
| 21-6-1998  | París             | Argentina      | 5-0       | Jamaica         | Copa Mundial de 1998       |     |
| 26-6-1998  | Burdeos           | Argentina      | 1-0       | Croacia         | Copa Mundial de 1998       |     |
| 30-6-1998  | Saint Étienne     | Argentina      | 2-2 (4-3) | Inglaterra      | Copa Mundial de 1998       |     |
| 4-7-1998   | Marsella          | Argentina      | 1-2       | Países Bajos    | Copa Mundial de 1998       |     |
| 9-6-1999   | Chicago           | Argentina      | 2-2       | México          | Amistoso                   |     |
| 13-6-1999  | Washington        | Estados Unidos | 1-0       | Argentina       | Amistoso                   |     |
| 26-6-1999  | Buenos Aires      | Argentina      | 0-0       | Lituania        | Amistoso                   |     |
| 1-7-1999   | Luque             | Argentina      | 3-1       | Ecuador         | Copa América 1999          | 12' |
| 4-7-1999   | Luque             | Colombia       | 3-0       | Argentina       | Copa América 1999          |     |
| 7-7-1999   | Luque             | Argentina      | 2-0       | Uruguay         | Copa América 1999          |     |
| 11-7-1999  | Ciudad del Este   | Brasil         | 2-1       | Argentina       | Copa América 1999          |     |
| 4-9-1999   | Buenos Aires      | Argentina      | 2-0       | Brasil          | Amistoso                   |     |
| 7-9-1999   | Porto Alegre      | Brasil         | 4-2       | Argentina       | Amistoso                   |     |
| 13-10-1999 | Córdoba           | Argentina      | 2-1       | Colombia        | Amistoso                   |     |
| 17-11-1999 | Sevilla           | España         | 0-2       | Argentina       | Amistoso                   |     |
| 23-2-2000  | Londres           | Inglaterra     | 0-0       | Argentina       | Amistoso                   |     |
| 29-3-2000  | Buenos Aires      | Argentina      | 4-1       | Chile           | Clasificación Mundial 2002 |     |
| 26-4-2000  | Maracaibo         | Venezuela      | 0-4       | Argentina       | Clasificación Mundial 2002 |     |
| 4-6-2000   | Buenos Aires      | Argentina      | 1-0       | Bolivia         | Clasificación Mundial 2002 |     |
| 29-6-2000  | Bogotá            | Colombia       | 1-3       | Argentina       | Clasificación Mundial 2002 |     |
| 19-7-2000  | Buenos Aires      | Argentina      | 2-0       | Ecuador         | Clasificación Mundial 2002 |     |
| 26-7-2000  | São Paulo         | Brasil         | 3-1       | Argentina       | Clasificación Mundial 2002 |     |
| 16-8-2000  | Buenos Aires      | Argentina      | 1-1       | Paraguay        | Clasificación Mundial 2002 |     |
| 3-9-2000   | Lima              | Perú           | 1-2       | Argentina       | Clasificación Mundial 2002 |     |
| 8-10-2000  | Buenos Aires      | Argentina      | 2-1       | Uruguay         | Clasificación Mundial 2002 |     |
| 20-12-2000 | Los Ángeles       | Argentina      | 2-0       | México          | Amistoso                   |     |
| 28-2-2001  | Roma              | Italia         | 1-2       | Argentina       | Amistoso                   |     |
| 28-3-2001  | Buenos Aires      | Argentina      | 5-0       | Venezuela       | Clasificación Mundial 2002 |     |
| 25-4-2001  | La Paz            | Bolivia        | 3-3       | Argentina       | Clasificación Mundial 2002 |     |
| 3-6-2001   | Buenos Aires      | Argentina      | 3-0       | Colombia        | Clasificación Mundial 2002 |     |
| 15-8-2001  | Quito             | Ecuador        | 2-0       | Argentina       | Clasificación Mundial 2002 |     |
| 5-9-2001   | Buenos Aires      | Argentina      | 2-1       | Brasil          | Clasificación Mundial 2002 |     |
| 2-6-2002   | Kashima           | Argentina      | 1-0       | Nigeria         | Copa Mundial de 2002       |     |
| 7-6-2002   | Sapporo           | Argentina      | 0-1       | Inglaterra      | Copa Mundial de 2002       |     |

## Estilo de juego como jugador
Simeone era descrito como un tenaz, versátil, sacrificado y completo mediocampista, quien era móvil y capaz de recuperar balones e iniciar jugadas de ataque, que lo hizo también tener unos buenos registros goleadores. Estas características le permitían jugar en cualquier lugar del mediocampo, aunque durante la mayor parte de su trayectoria se desempeñó en el centro, como un volante con llegada o de contención. También fue utilizado alguna vez como un mediocampista ofensivo, aunque no era su posición óptima. Un talentoso pero también combativo jugador, era conocido primordialmente por su liderazgo, versatilidad táctica, inteligencia, resistencia y fuerza, aunque también era alabado por su buena técnica, visión, y rango de pase. Simeone describió una vez su estilo de juego como "sostener el cuchillo entre los dientes". Sus principales inspiraciones como jugador fueron el mediocentro brasilero Falcão, y el mediocampista alemán Lothar Matthäus.

## Trayectoria como entrenador

### Inicios en Argentina (2006-2010)
Su debut como entrenador fue en Racing Club en el año 2006, inmediatamente después de retirarse como futbolista. En dicho club tuvo que hacerse cargo de un equipo que en las últimas fechas del campeonato logró remontar una crítica situación con sucesivas victorias. Sin embargo, los dirigentes del club no le dieron continuidad y abandonó el equipo.
En su segunda experiencia como entrenador al frente de Estudiantes de La Plata, logró ganar el Torneo Apertura 2006. A dos fechas de finalizar el campeonato, Boca Juniors le llevaba cuatro puntos de ventaja; luego de la última fecha, quedaron empatados en el primer lugar de la tabla de posiciones y jugaron un desempate, el miércoles 13 de diciembre de 2006, en el estadio de Vélez Sarsfield. Allí, el conjunto platense ganó 2-1 y, así, acabó con una sequía del club de 23 años sin títulos nacionales.
El 7 de diciembre de 2007, Simeone decidió abandonar la dirección técnica del club por desacuerdos con la directiva y sin que su contrato hubiera terminado (vigente hasta mediados de 2008). El 15 de diciembre asumió el cargo de director técnico del River Plate y salió campeón del Torneo Clausura 2008, que le ganó en la penúltima fecha al Club Olimpo por 2-1 en el Monumental. Anunció su alejamiento de River el 7 de noviembre de 2008, cuando el equipo fue eliminado de la Copa Sudamericana a manos del mexicano Club Deportivo Guadalajara y cuando marchaba último en el Torneo Apertura 2008. Simeone anunció que en la fecha siguiente (la 14.ª del campeonato argentino donde, después de ir perdiendo 3-0 con Huracán, logró un empate 3-3) dejaría de ser el técnico del equipo.
En 2009, Simeone asumió el puesto de entrenador del San Lorenzo de Almagro, con el que terminó el Torneo Apertura 2009 en la mitad de la tabla. San Lorenzo arrancó el año 2010 con tres empates en la pretemporada: 2-2 frente a Estudiantes, 3-3 frente a Boca y 0-0 frente a Chacarita. En el Torneo Clausura 2010, El Ciclón comenzó ganándole a Atlético Tucumán en la primera fecha y perdiendo en la segunda y la tercera, ante Godoy Cruz y Estudiantes de La Plata, respectivamente. En la cuarta fecha, San Lorenzo empató 0-0 con Vélez Sarsfield y, en la quinta fecha, perdió con Racing Club 1-0. Finalmente, luego de los malos resultados que Simeone obtuvo en el Torneo Clausura 2010, el día 3 de abril de dicho año, renunció al cargo de director técnico de San Lorenzo de Almagro.

### Paso por Italia y vuelta a Racing (2010-2011)
En enero de 2011, tomó el cargo de director técnico del Catania, club que se encontraba en la Serie A de Italia. El objetivo por el cual había sido contratado era claro: salvar a la institución de los últimos lugares de la tabla de la Seria A 2010-11. Marchaba decimoquinto, entre veinte equipos en la competición, y a tres puntos por encima de la zona de descenso. Luego de media temporada en el Catania, Simeone logró salvarlo del descenso y realizó, además, la mejor campaña del equipo en la Serie A terminando decimotercero, diez puntos por encima de la zona de descenso. Después de la labor realizada, y a pesar de tener contrato por una temporada más, Simeone decidió rescindir el contrato que lo vinculaba con el Catania.
El 21 de junio de 2011, Simeone fue designado como director técnico de Racing Club, reemplazando a Miguel Ángel Russo. En su vuelta a La Academia trató de lograr el sueño de salir campeón con el club del cual es hincha. En esta etapa, Racing ganó siete partidos, empató 10 y perdió dos, con lo cual clasificó a la Copa Sudamericana 2012 y rompió así una racha de nueve años sin disputar un torneo internacional. Pero los hinchas reclamaban a Simeone mayor audacia para pelear el campeonato local, y le reprocharon que no haya podido clasificar al equipo para la Copa Libertadores.
El 19 de diciembre de 2011 decidió renunciar a su cargo de director técnico luego de haber sido subcampeón en el Apertura 2011, en una decisión polémica por las críticas cruzadas entre Rodolfo Molina (vicepresidente de Racing) que acusaba al Cholo de tener ya aceitado su próximo contrato, y Simeone que dijo "no hicieron nada para retenerme".

### Atlético de Madrid (2011-actualidad)

#### Primeras temporadas y éxitos inmediatos (2011-2013)

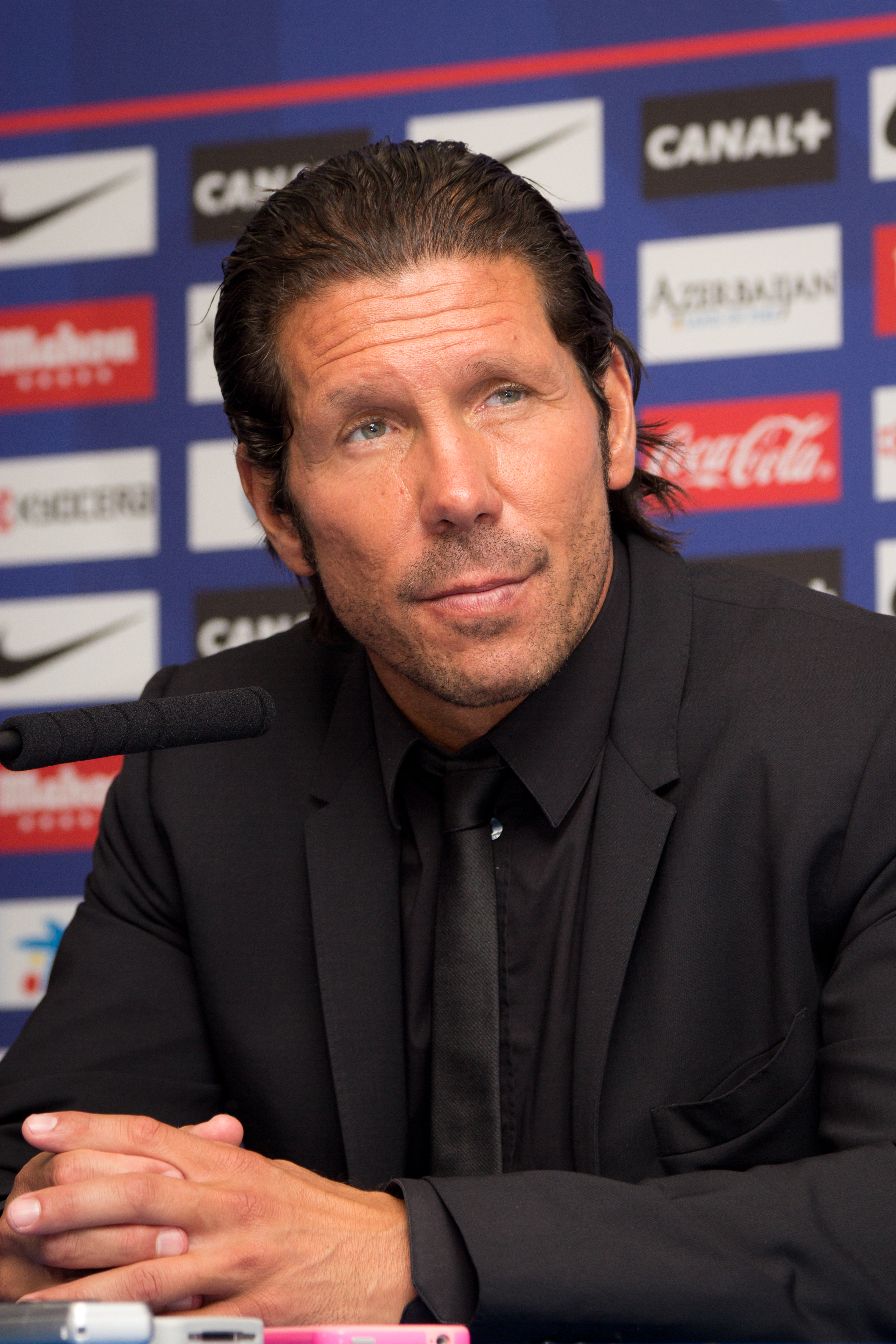
Simeone en 2013.

El 23 de diciembre de 2011, se hizo oficial su fichaje por el Atlético de Madrid por un preacuerdo mutuo, ante la destitución del director técnico de la institución Gregorio Manzano por los malos resultados obtenidos en la Liga y la eliminación de la Copa del Rey. El 9 de mayo de 2012, el Atlético de Madrid, de la mano del Cholo, llegó a la final de la UEFA Europa League ante el Athletic Club de Bilbao, entrenado por, el también argentino, Marcelo Bielsa. Los atléticos ganaron 3-0 con goles sudamericanos, dos del colombiano Radamel Falcao y uno del brasileño Diego. Además, el Atlético terminó la Liga 2011-12 en quinta posición, aunque el equipo ya tenía asegurado el acceso a la UEFA Europa League 2012-13 al ser el campeón vigente.
El 31 de agosto del 2012, el Atlético ganó la Supercopa de Europa 2012 al vencer al Chelsea por 4 a 1 en el Stade Louis II de Mónaco, con una exhibición de Falcao, que anotó un triplete. En diciembre de 2012, Simeone cumple un año al frente del Atlético de Madrid, habiendo llevado al conjunto atlético a la conquista de dos títulos y a situarse en segundo puesto de la Liga 2012-13 en el parón navideño de la misma. El 5 de marzo de 2013, después de clasificar al equipo rojiblanco para la final de la Copa del Rey, se hizo oficial su renovación por cuatro temporadas por el Club Atlético de Madrid, por un acuerdo mutuo. El 8 de mayo de 2013, tras una victoria contra el Celta de Vigo, el Atlético se asegura un puesto entre los tres primeros de la Liga y el acceso directo a la Liga de Campeones, algo que no lograba desde la temporada 1995-96. El 17 de mayo de 2013, el Atlético se proclama campeón de la Copa del Rey 17 años después tras vencer al Real Madrid por 1-2. Los eternos rivales de ciudad volvieron a cruzarse en un derbi en la final de Copa, y otra vez en el Estadio Santiago Bernabéu, y el Atlético doblegó al Real por 2 a 1 en la prórroga. En los 90 minutos, el partido finalizó 1 a 1. Cristiano Ronaldo puso la ventaja inicial a favor de los blancos tras la salida de un córner desde la derecha, mientras que Diego Costa igualó para los rojiblancos tras gran jugada de Radamel Falcao, también en la primera parte. En la prórroga, un cabezazo de João Miranda decretó el 2 a 1 final que le dio la victoria al Atlético, y cortó una racha de 14 años sin vencer a su clásico rival en partidos oficiales. Así, el equipo colchonero obtuvo su 10.ª Copa del Rey en la historia, bajo la dirección de Simeone, nada menos que ante su clásico rival, y otra vez en su estadio.

#### Primera Liga y primera final de Liga de Campeones (2013-14)
Para la temporada 2013-14, el Atlético comienza la temporada con un equipo similar al del curso anterior. Se vendió al colombiano Falcao al Mónaco por 60 millones de euros, y se adquirió al delantero español David Villa del Barcelona gratis. Empezaron perdiendo la Supercopa de España contra el FC Barcelona, luego de empatar 1-1 en el Vicente Calderón con goles de Villa para el Atleti y Neymar para el Barcelona, y en la vuelta en el Camp Nou por 0 a 0, lo que otorgó el título a los catalanes por la regla del gol de visitante. En Liga, arranca ganando los 8 primeros partidos, incluyendo una victoria frente al Real Madrid en el Santiago Bernabéu, terminando una racha de 14 años sin ganarle en Liga al conjunto "merengue", convirtiendóse en el mejor inicio en liga de la historia del club. Un solitario gol de Diego Costa a pase de Koke en el minuto 11 dio la victoria a los rojiblancos. En octubre de 2013, Simeone cumple 100 partidos al frente del Atlético, con un balance de 3 títulos y más de un 64% de victorias. El conjunto rojiblanco terminó la primera vuelta de la Liga en segundo puesto, igualado a 50 puntos con el líder, el FC Barcelona, tras empatar ante el propio equipo azulgrana.
En la Liga de Campeones, el Atlético acabó como puntero de su grupo, y clasificó a los cuartos de final por primera vez en 17 años, dejando en la cuneta al AC Milan, siete veces campeón de la competición, en octavos de final. La última vez había sido en la temporada 1996-97, cuando Simeone todavía jugaba para el equipo. En los cuartos de final, el Atlético venció al Barcelona por 2 a 1 en el global, gracias a la táctica de Simeone de cortar el mediocampo posesivo de los catalanes en dos, negándoles espacios y por lo tanto aislando a Xavi e Iniesta de conectar con los delanteros Lionel Messi y Neymar. En semifinales dejaron en el camino al Chelsea de José Mourinho, derrotándolos por 3 a 1 en Stamford Bridge luego de un empate en casa, para alcanzar la final de la Champions League por segunda vez en su historia, siendo la anterior en 1974. Los atléticos llegaron invictos a la final, con nueve victorias y tres empates, y teniendo la mejor defensa de la competición, concediendo solo 6 goles en 12 partidos.

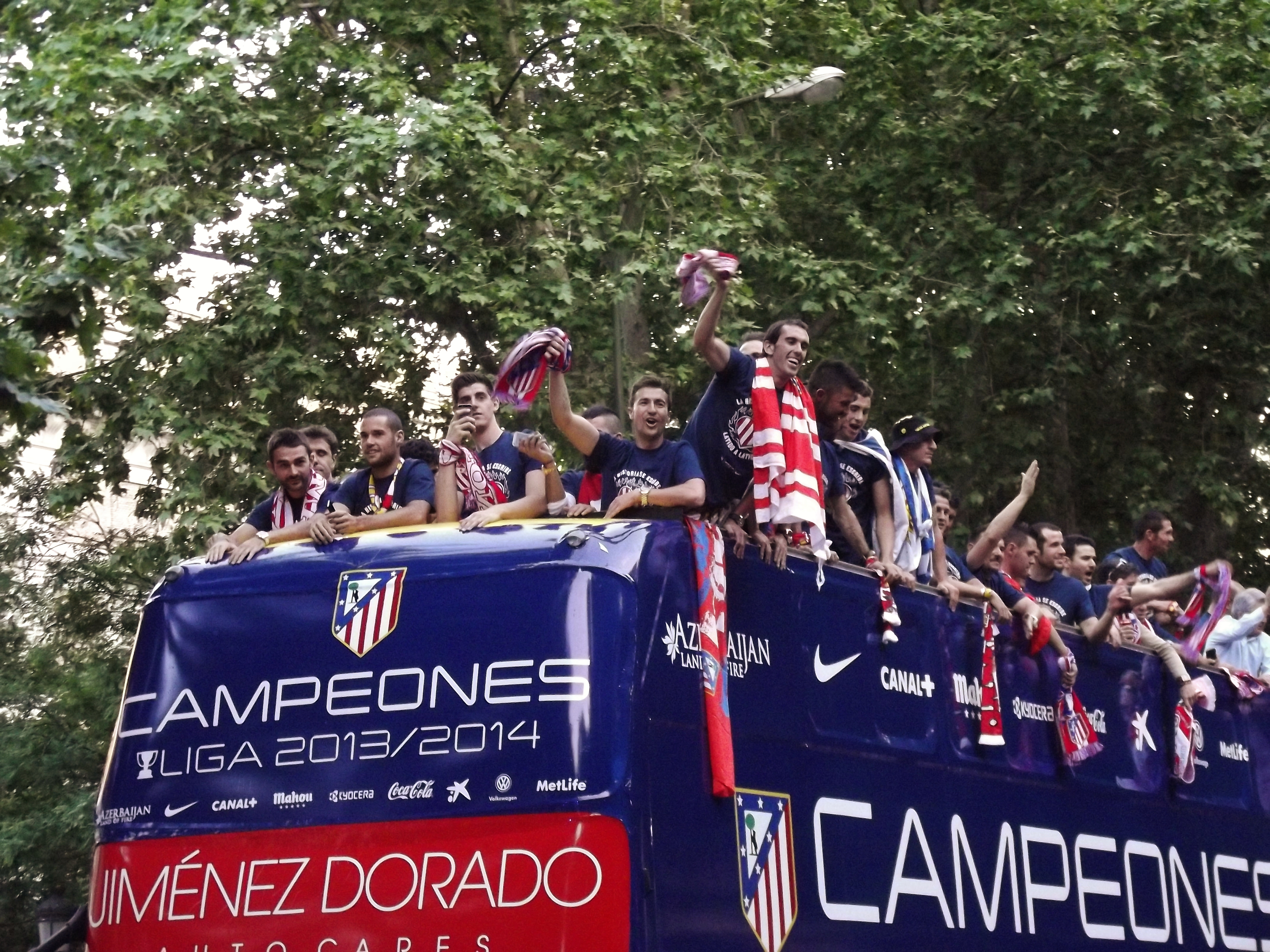
Atlético de Madrid celebra después de ganar la Liga 2013-14.

En la última jornada de la liga, disputada el 17 de mayo, el Atlético necesitaba rescatar al menos un empate ante el Barcelona en el Camp Nou para coronarse como campeón por primera vez desde 1996, mientras que una derrota haría que Barcelona se llevara el campeonato. Un cabezazo del defensor colchonero Diego Godín en el minuto 48 les dio el empate que necesitaban a los de Simeone, ganando La Liga después de 18 años. Simeone se convirtió en el segundo entrenador argentino luego de Helenio Herrera en conquistar la Primera División de España con el Atlético, y en el segundo entrenador después de Luis Aragonés en obtenerla como jugador y entrenador. Bajo el mandato de Simeone, el Atlético cosechó 90 puntos en liga, superando su récord de 87 en 1996, haciendo la temporada 2013-14 la más exitosa en la historia del club.
El último partido de la temporada europea, la final de la Liga de Campeones, se disputó el 24 de mayo de 2014, donde el Atlético enfrentaba a los rivales de la ciudad, el Real Madrid, dirigidos por Carlo Ancelotti y liderados por el delantero portugués Cristiano Ronaldo y el defensor y capitán español Sergio Ramos. A pesar de obtener la ventaja temprana gracias a un cabezazo de Godín, los colchoneros concedieron el empate del Madrid a través de un icónico cabezazo de Ramos en el último minuto del partido. El gol destruyó la moral del Atlético, que acabó derrotado por un abultado 4 a 1 en el tiempo extra, con Simeone perdiendo la oportunidad de convertirse en el tercer entrenador argentino en obtener la Copa de Europa tras Luis Carniglia y Helenio Herrera. Después del último gol, el defensor del Madrid Raphaël Varane tiró la pelota hacia Simeone, haciendo que el entrenador entre al campo enojado. El argentino fue expulsado, mientras que Varane fue amonestado por el incidente. Simeone admitió que tuvo un error al forzar a su delantero estrella, el brasileño Diego Costa, a que iniciara el partido, ya que venía con lesiones y tuvo que ser sustituido después de 8 minutos de juego.

#### Pelea en La Liga y segunda final de Liga de Campeones (2014-2016)

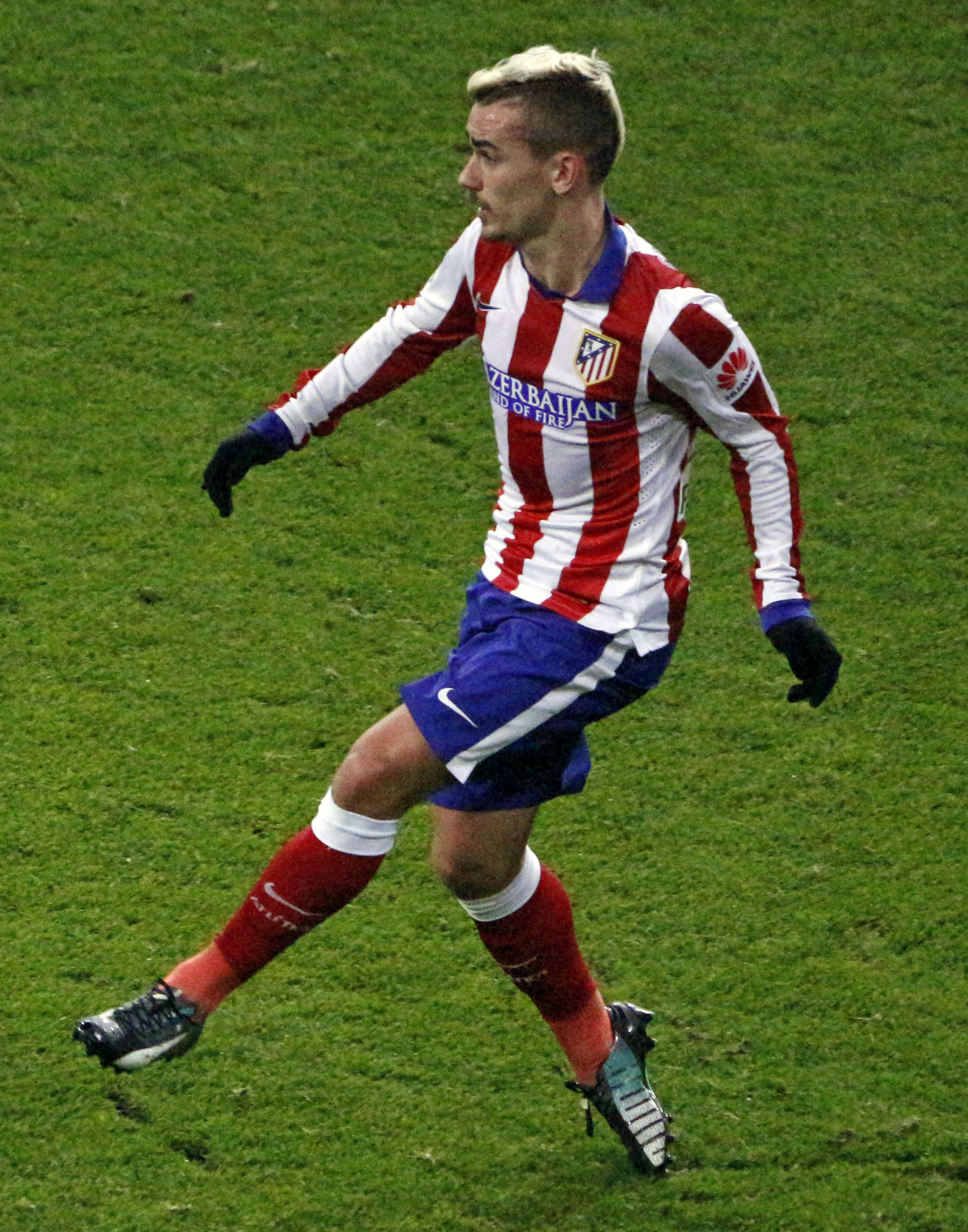
El extremo francés Griezmann se convirtió en una figura del equipo desde su llegada.

En el verano del 2014, el Chelsea incorporó a los jugadores Diego Costa, Filipe Luís y Thibaut Courtois del Atlético, y además David Villa se fue a la MLS. En respuesta, el Atlético fichó al delantero croata Mario Mandžukić del Bayern Múnich, al arquero esloveno Jan Oblak de Benfica, y a los jóvenes delanteros Antoine Griezmann de la Real Sociedad y Ángel Correa de San Lorenzo, además de recuperar al canterano Saúl que estaba cedido en el Rayo Vallecano. Con un equipo casi renovado, la temporada 2014-15 comienza con la conquista de la Supercopa de España frente al Real Madrid (2-1), repitiendo la anterior victoria en el Bernabéu por la liga en septiembre. El 24 de septiembre, el Atlético gana por 0-1 al Almería y Simeone llega a los 100 triunfos como técnico colchonero en sólo 156 partidos (con un porcentaje de 64,1% que no supera ningún otro entrenador de la historia del equipo). También destaca el 4-0 que el Atlético endosó al Real Madrid en liga en el Calderón. En enero, el equipo adquirió al delantero canterano Fernando Torres, de una cesión del Milan. Sin embargo, el 28 de enero de 2015, el Atlético cae ante el FC Barcelona en cuartos de final de la Copa del Rey; mientras que tres meses después, el 22 de abril, el conjunto rojiblanco es eliminado en cuartos de final de la Liga de Campeones por el Real Madrid (1-0). Finalmente, el equipo de Simeone termina la Liga como tercer clasificado, lo que le permite acceder directamente a la fase de grupos de la Liga de Campeones. El 24 de marzo de 2015, Simeone renueva otra vez su contrato con el club colchonero, esta vez hasta 2020.
En la temporada 2015-16, el Atlético incorpora a su plantilla jugadores como el defensor montenegrino Stefan Savić, el extremo belga Yannick Ferreira Carrasco, la joven promesa argentina Luciano Vietto y el delantero colombiano Jackson Martínez, además del regreso de Filipe Luis del Chelsea. Mario Mandžukić dejó el equipo para irse a la Juventus. El equipo logró dejar su portería a cero en cuatro de los seis primeros partidos de la Liga, en los cuales se alzó con la victoria. Sin embargo, el Atlético perdió en la tercera jornada ante el Barcelona por 1-2 y volvió a caer en la sexta fecha ante el Villarreal. Tras cosechar un punto en la visita del Real Madrid al Calderón, el conjunto dirigido por Simeone consiguió encadenar una notable racha de resultados y se mantuvo en la pelea por el liderato. El 5 de diciembre de 2015, Simeone llega a los 150 partidos de liga dirigiendo al Atlético de Madrid con mejores números que los otros dos técnicos que llegaron a esa cantidad de encuentros en el banquillo rojiblanco: Ricardo Zamora y Luis Aragonés. El equipo rojiblanco finalizó la primera vuelta de la Liga como líder y siendo el equipo menos goleado del campeonato. El 27 de febrero de 2016, gana por tercera vez consecutiva al Real Madrid en el Estadio Santiago Bernabéu (0-1 con gol de Griezmann) en el campeonato de Liga, siendo el primer entrenador en la historia que consigue este logro. Además, con tan sólo 11 goles en contra en 27 partidos, se convierte en el equipo menos goleado en la historia de la Liga española.
En la Liga de Campeones, el Atlético venció en cuatro ocasiones en la fase de grupos y logró el pase a octavos de final, donde eliminó al PSV Eindhoven por penaltis (0-0 en ambos partidos). Posteriormente en cuartos de final superó al vigente campeón FC Barcelona (resultado global de 3-2 y convirtiéndose junto a Mourinho en los únicos entrenadores en eliminar dos veces al Barcelona de la Champions League) y en semifinales al favorito Bayern de Múnich (2-2, regla del gol de visitante) accediendo de nuevo a una final de Copa de Europa, la segunda en tres años. Simeone se convirtió en el primer entrenador argentino desde Héctor Cúper con el Valencia en alcanzar dos finales de Champions League. En la final, el Atlético de Simeone debió enfrentar de nuevo al Real Madrid, el cual finalmente logró levantar su undécimo título de campeón de Europa tras ganarle al conjunto colchonero 5-3 en la definición por penales luego de igualar 1 a 1 en los 90 minutos reglamentarios y en los 30 minutos de tiempo extra. Dicho cotejo se jugó el 28 de mayo de 2016 en el Estadio San Siro de Milán.

#### Segunda Liga Europa y rivalidad con Madrid y Barcelona (2016-2019)

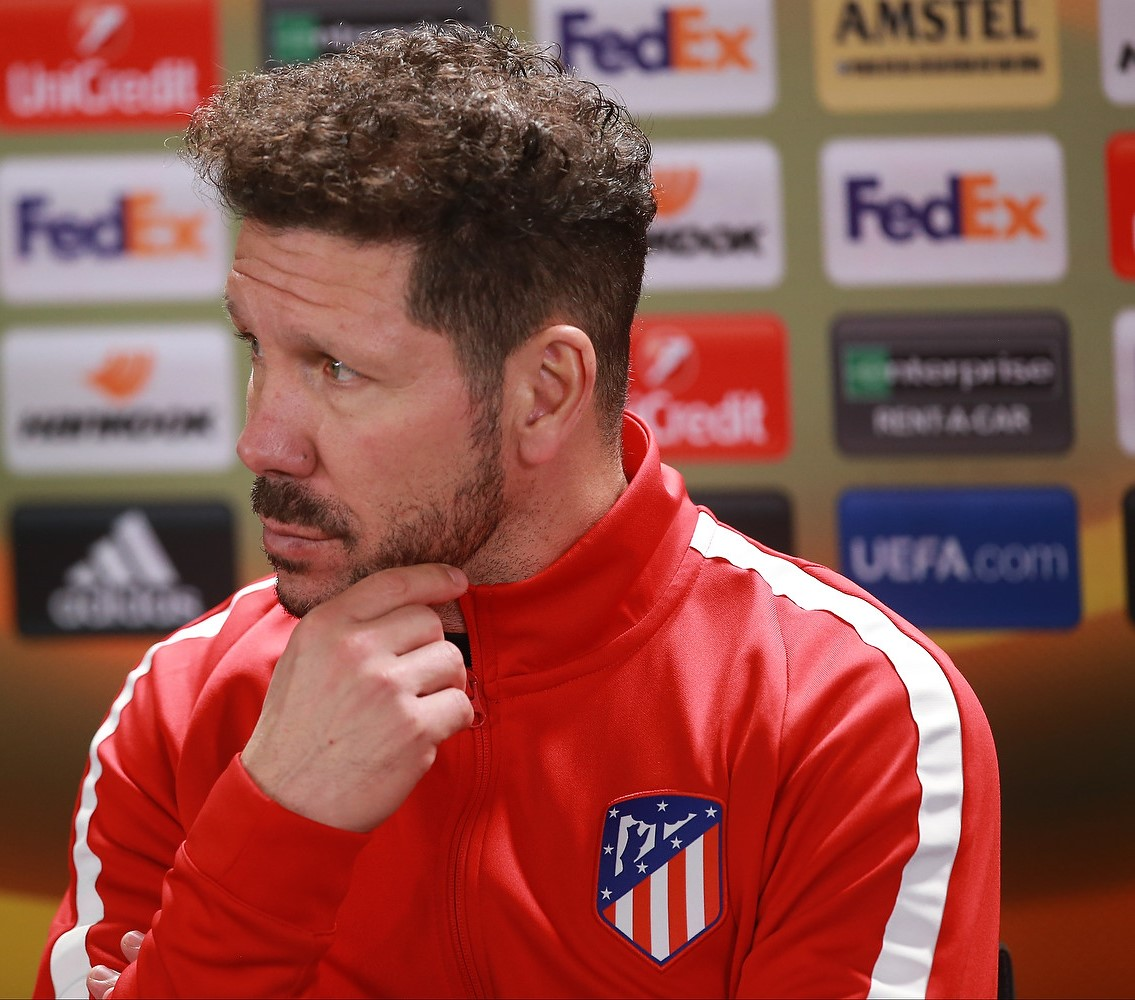
Simeone en marzo del 2018.

En el verano del 2016, el Atlético fichó al delantero franco-portugués Kevin Gameiro del Sevilla, al volante argentino Nicolás Gaitán del Benfica, y el defensor Šime Vrsaljko del Sassuolo. También adquirieron la ficha completa de Torres (quien estaba cedido por el Milan). El equipo no lograría el mismo rendimiento que la temporada anterior, obteniendo 78 puntos en la liga (10 menos que el año anterior) y acabando de nuevo tercero. Por la Liga de Campeones, el equipo quedaría eliminado en semifinales otra vez ante el Real Madrid, por un global de 4 a 2. El 5 de septiembre de 2017 se hace pública la renovación de Simeone como entrenador del Atlético por dos temporadas más, hasta el 30 de junio de 2020.
Para la temporada 2017-18, Carrasco, Gaitán y Augusto Fernández salieron del equipo, mientras que se produjo el retorno del delantero Diego Costa, proveniente del Chelsea. Por liga, el equipo superó su rendimiento del año anterior, acabando como segundo con 79 puntos por delante del Real Madrid, pero detrás del Barcelona. En la Liga de Campeones, el Atlético fracasó en superar la fase de grupos, quedando detrás de Roma y Chelsea, por lo que tuvo que ir a la Europa League. Obligado a llegar a la final, el equipo dejó en el camino al Copenhague, al Lokomotiv, y al Sporting de Lisboa, para enfrentarse al Arsenal de Arsène Wenger en semifinales. Luego de dejar en el camino a los ingleses por un global de 2 a 1 (goles de Griezmann y Costa), el 16 de mayo de 2018 el Atlético enfrentó al Olympique de Marsella por la final. Griezmann fue la estrella del equipo, anotando dos goles, y Gabi sentenció la victoria para los colchoneros.
Para la temporada 2018-19, el Atlético fichó al extremo francés Thomas Lemar el AS Mónaco, y el mediocentro español Rodri del Villareal, y en enero del 2019 adquirieron al delantero español Álvaro Morata del Chelsea por cesión, mientras que el longevo capitán del equipo Gabi fichó por el equipo catarí Al-Sadd. El 15 de agosto de 2018 Simeone se coronó campeón de la Supercopa de Europa al ganarle a su archirrival Real Madrid por 4-2, logrando la tercera victoria en finales en cinco jugadas contra su clásico rival de ciudad. Este título transformó a Diego Simeone en el entrenador con más logros oficiales en la historia del Atlético de Madrid, con 7 títulos ganados, superando por 1 a Luis Aragonés. A pesar de las altas expectativas por liga, el equipo volvió a acabar segundo por detrás del Barcelona (con 11 puntos de diferencia) y por delante del Real Madrid. En la Liga de Campeones, el equipo clasificó como segundo en la fase de grupos, detrás del Borussia Dortmund, por lo que tuvieron que enfrentarse a la Juventus de Cristiano Ronaldo en octavos de final. El Atlético ganó la ida por 2 a 0 en el Wanda Metropolitano, con goles de Giménez y Godín. Sin embargo, contra todo pronóstico, el equipo cayó 3 a 0 en Turín, con una remontada orquestada por Cristiano Ronaldo, quien anotó los tres goles de su equipo.

#### Recambio generacional y segunda Liga (2019-actualidad)

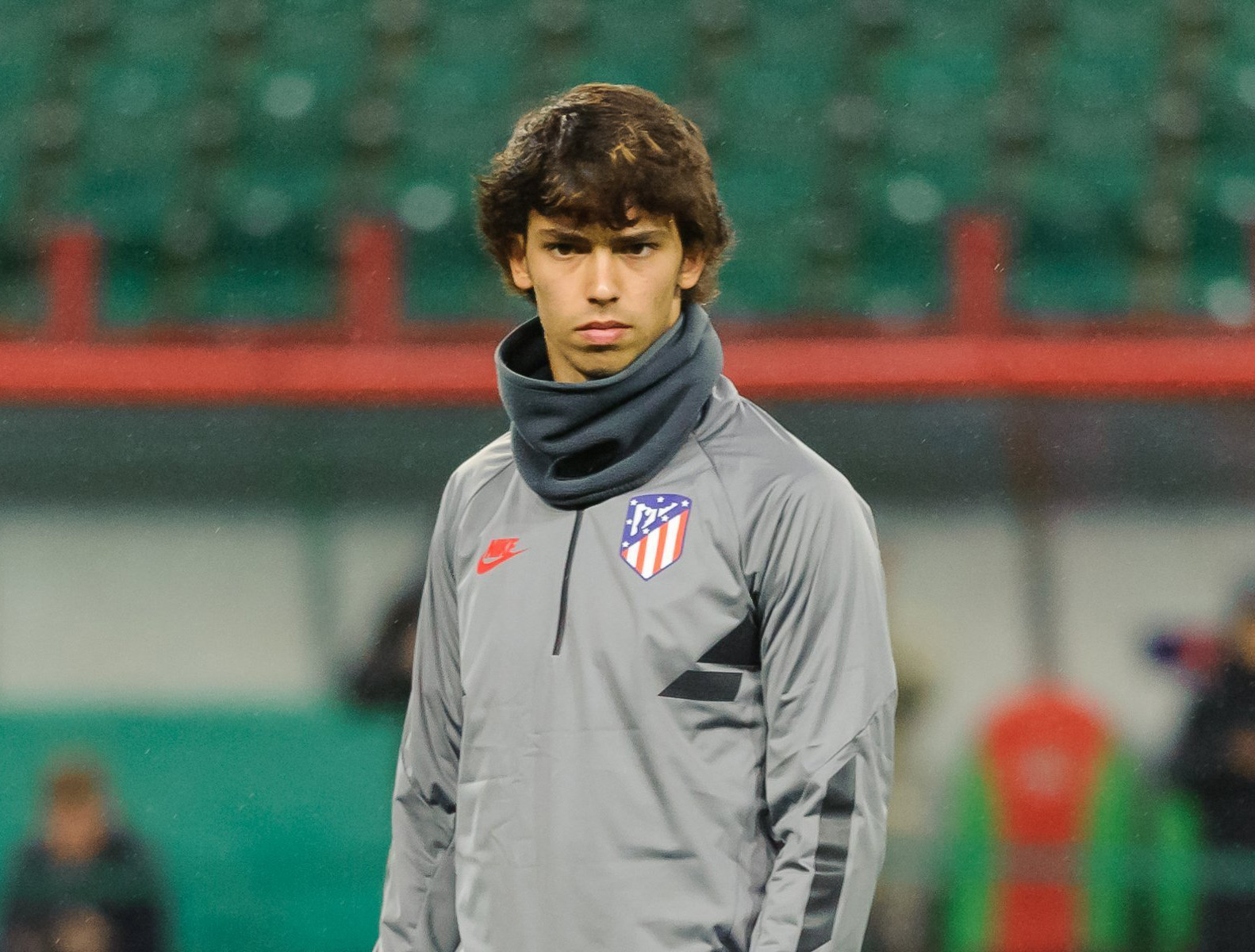
El joven portugués, João Felix, se convirtió en el fichaje más caro de la historia del club, para reemplazar a Griezmann.

La temporada 2019-20 significó un recambio generacional en el equipo, con los ya veteranos jugadores Diego Godín, Filipe Luis y Juanfran abandonando el equipo. Además Lucas Hernández y Rodri pagaron sus cláusulas para fichar por el Bayern de Múnich y el Manchester City respectivamente, y por si fuera poco, la estrella del equipo, Antoine Griezmann, abandonó el Atlético tras cinco temporadas, fichando por los rivales directos, el FC Barcelona. Para reemplazarlos, el Atlético fichó al joven lateral brasileño Renan Lodi, al lateral inglés Kieran Trippier del Tottenham Hotspur, a la joven promesa Marcos Llorente (de los rivales Real Madrid), y tuvo el retorno de Yannick-Ferreira Carrasco, tras su paso por China. Aun así, el gran fichaje del equipo sería la joven promesa portuguesa João Félix, del Benfica, con el club desembolsando más de 120 millones de euros, con el objetivo de reemplazar a Griezmann.
Simeone guio al equipo a los octavos de final de la Liga de Campeones por sexta vez desde que asumió en 2011, mientras que antes de su arribo el Atlético solo lo había conseguido siete veces en 60 años. El 14 de febrero de 2019 el Atlético de Madrid anunció que Simeone había firmado un nuevo contrato que le vinculaba a la entidad colchonera hasta el año 2022.
En una temporada con altas expectativas, el Atlético eliminó en octavos de final al último campeón, el Liverpool de Jürgen Klopp, el 11 de marzo de 2020, en una victoria por 3-2 en Anfield por tiempo extra, ganando 4-2 en el global, luego de que Saúl sellara la victoria de la ida por 1 a 0 en el Metropolitano. El 27 de junio de 2020, tras la victoria por 2-1 ante el Deportivo Alavés, el Cholo sumó 195 triunfos como entrenador del Atlético Madrid. Así, se convirtió en el DT con más triunfos en Primera División en la historia del club, superando a Luis Aragonés, que había cosechado 194 en sus cuatro ciclos al frente del conjunto madrileño. El 7 de julio de 2020, Simeone superó a John Toshack como el tercer entrenador con más juegos dirigidos en un solo club en la historia de la élite del fútbol español, durante un partido del Atleti ante el Celta de Vigo, por la jornada 32 de la Liga. Solo Miguel Muñoz (Real Madrid, 424) y la leyenda del club Luis Aragonés (407) se mantienen delante de él. La temporada terminó con un descepcionante resultado de no ganar un solo título, acabando tercero en la liga, quedando eliminado en la ronda de 32 de la Copa del Rey, y siendo eliminado en Liga de Campeones ante el Leipzig por 2-1 en cuartos de final.
La nueva temporada inició con el fichaje concreto de Carrasco, y los centrocampistas Lucas Torreira y Moussa Dembélé, y las salidas de los delanteros Álvaro Morata y Diego Costa, y el canterano Thomas Partey. En reemplazo a las salidas de Morata y Costa, quienes venían siendo fuertemente criticados por sus pocos registros goleadores, llegó el delantero uruguayo Luis Suárez, quien venía de ser puesto en transferencia por su club, el FC Barcelona. El 17 de octubre de 2020, Simeone logró su 200° victoria en Liga, en una victoria 2 a 0 al Celta. El 30 de diciembre del 2020, alcanzó su 500° partido a cargo del Atlético, en una victoria 1 a 0 al Getafe. El 10 de marzo de 2021, Simeone superó a Aragonés como el entrenador con más victorias del club en una victoria por 2 a 1 contra el Athletic Bilbao, su 309° victoria en general. El Atlético completó una extraordinaria primera vuelta en la que consiguió 50 puntos. Finalmente, el Atlético logró ganar de nuevo La Liga, tras vencer 2 a 1 al Real Valladolid con goles de Ángel Correa y Suárez en la última jornada.
La temporada 2021-22 se inició con ilusión por el título de Liga, la vuelta de Antoine Griezmann y los fichajes de Rodrigo De Paul y Matheus Cunha, y aunque no se cumplieron las expectativas con las derrotas en Copa del Rey, Supercopa de España y un mal inicio liguero, el Atlético terminó tercero en Liga clasificándose un año más a la Champions. Tampoco ayudó la venta de Trippier en enero al Newcastle, dejando al equipo sin lateral derecho en medio de la temporada. En esa edición del máximo torneo europeo tras pasar la fase de grupos y eliminar al Manchester United de Cristiano Ronaldo el equipo de Simeone cayó en los cuartos de final donde el Manchester City venció por 1-0 en la eliminatoria. 
En la temporada 2022-23, se convirtió el 19 de febrero de 2023, en el entrenador con más partidos al frente de un mismo club en la liga, igualado con Miguel Muñoz a 424 partidos. Esta temporada, marcada por el Mundial de Catar, se inició con el fin de la etapa de Luis Suárez, la vuelta de Álvaro Morata tras su cesión en la Juventus y el fichaje de Nahuel Molina. Tras una mala primera vuelta quedando eliminados de Champions League en fase de grupos, en invierno Matheus Cunha y Felipe dejaron el club y João Félix se marchó cedido al Chelsea hasta el 30 de junio por sus pocos minutos. Tras el Mundial el equipo enderezó el rumbo llegando hasta los cuartos de final en la Copa del Rey donde un polémico arbitraje supuso la derrota contra el Real Madrid en la prórroga y quedando tercero en Liga, consiguiendo la clasificación para la siguiente Champions por undécimo año consecutivo.
El 9 de noviembre de 2023, el Club Atlético de Madrid anunció su renovación hasta el año 2027.

## Estilo de juego como entrenador

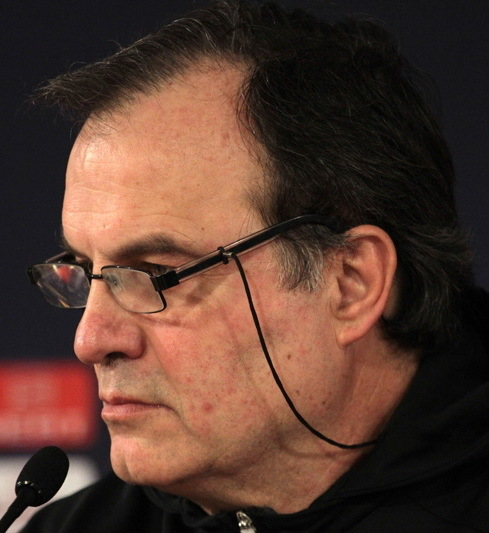
Bielsa es una de las mayores influencias del estilo de entrenamiento de Simeone.

La táctica preferida de Simeone es el 4-4-2, la cual fue la primera que practicó cuando era entrenador de Estudiantes de La Plata en 2006. En esta formación, los dos extremos se mueven hacia adentro y actúan como mediocampistas ofensivos, creando espacio para los laterales y generando fluidez en el ataque, formando efectivamente un 4-2-2-2 cuando el equipo ataca. Los dos mediocentros de contención proporcionan el músculo defensivo que se necesitan para ganar los duelos del centro del campo. Utilizando esta formación, el Estudiantes de Simeone ganó el Apertura del 2006 al ganarle la final a Boca Juniors por 2 a 1, con dos hombres abajo en el primer tiempo. Esta formación es ocupada esencialmente por el Atlético de Simeone. Simeone nombró a sus influencias para dirigir a Marcelo Bielsa, Sven-Göran Eriksson, Alfio Basile, Victorio Spinetto, Luigi Simoni, Carlos Bilardo.
Cuando era entrenador de River Plate, un equipo con los talentos ofensivos de Radamel Falcao, Alexis Sánchez, Ariel Ortega, Mauro Rosales, Diego Buonanotte, Augusto Férnandez y Sebastián Abreu, Simeone practicó un agresivo 3-3-1-3, que recordó por ser la formación insignia de uno de sus mentores e influencias, Marcelo Bielsa. Usando esta formación, River consiguió el Apertura 2008, pero en la próxima temporada, con la salida de Sánchez al Udinese y con varias lesiones, el 3-3-1-3 fracasó y River acabó último, con Simeone siendo despedido en el proceso.
Las características insignia de los equipos de Simeone son el compacto defensivo que logra y los rápidos contraataques. La defensa consiste de dos fases: una profunda defensa en su zona, con un marcado 4-4-2 consistiendo de dos líneas defensivas conectadas de cuatro mediocampistas, y una presión tras perdida en tres cuartos de cancha para recuperar la pelota en las zonas altas del campo. Cuando el balón es recuperado, el ataque del equipo forma una unidad, desplegando un fluido 4-2-2-2, con sus delanteros a veces picando a los espacios para crear más espacio en el ataque. En defensa, la idea clave es forzar a los oponentes a los extremos del campo, ganando dominio numérico en la zona de la pelota y róbandola o forzando a los rivales a un pase para atrás. La presión consiste en reducir al oponente a un espacio pequeño, desorganizando su ataque y reduciendo el número de posiciones "seguras" para el movimiento de los oponentes, por lo tanto eliminando riesgos de goles. El Leicester City de Claudio Ranieri campeón de la Premier League fue comparado con el Atlético de Simeone por vencer a equipos superiores jugando un 4-4-2 con defensas compactas y contraataques fluidos.
En el corto tiempo que dirigió al Catania en 2011, Simeone intercambiaba entre un 4-2-3-1 y un 4-3-1-2 en orden de lograr sacar lo mejor de su enganche Adrián Ricchiuti, mientras empleaba varias de las características del contraataque que se volverían una marca en su Atlético. Ricchiuti era encargado de conectar el mediocampo con el ataque y crear chances para quiensea entre Maxi López, Gonzalo Bergessio y Francesco Lodi estuviera seleccionado en el frente de ataque. Simeone dijo que "no quería fosilizar (a sí mismo) a una sola táctica", diciendo que los entrenadores no deben tener una formación predilecta por "el simple hecho de que debemos adaptarnos a lo que tenemos". Sus jugadores se mantuvieron compactos en la defensa, con dos extremos -entre Ezequiel Schelotto, Giuseppe Mascara, Raphael Martinho y Alejandro "Papu" Gómez- encargados de bajar y unirse a la defensa cuando no tuvieran la posesión; mientras tanto, el creador de juego Ricchiuti y el delantero central -la mayoría de las veces López- se moviera con el mediocampo en vez de presionar a los defensores, con el objetivo de prevenir pases simples en el centro del campo.

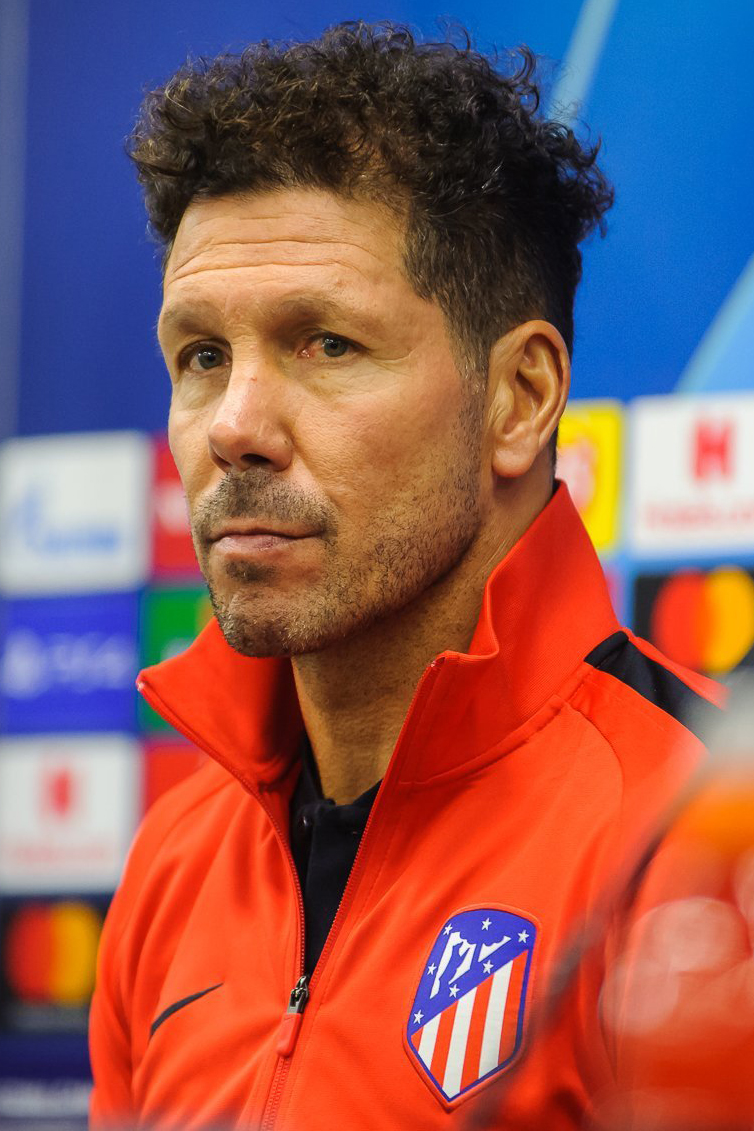
Simeone en 2019.

Simeone también fue nombrado por su atención al detalle y su rápida adaptación para las distintas situaciones del partido. Durante su tiempo como entrenador del Atlético de Madrid, el puso énfasis en crear chances de jugadas a balón parado. Varios goles importantes, incluyendo el que le dio al Atlético su título de Liga en 2014, vinieron de balón parado. Mientras que sus equipos no son conocidos por su control de la posesión, son elogiados por su control del ritmo y espacio en el cual el partido es jugado. Simeone es rápido en lograr cambios tácticos que influencian en el resultado final del partido. En la semifinal de la Champions League 2015-16 ante el Bayern Múnich en Alemania, con su equipo abajo por 1 a 0 en 45 minutos, el Cholo movió a Sául Ñiguez de la banda derecha al centro del campo, cambiando de un 4-2-2 a un 4-1-4-1, con Carrasco y Griezmann en los costados. Mientras que en el papel Saúl parecía movido de su posición en este rol, su efecto en este cambio hizo que los mediocentros Gabi y Koke, abrumados por la presión del Bayern en el primer tiempo, ahora estén asegurados por la defensa de Saúl detrás de ellos, y el mediocampo reganaría su necesitada compostura. Finalmente, el cambio tuvo su resultado esperado, con Atlético logrando el empate con un gol de Antoine Griezmann y avanzando a la final de la competencia.
Simeone también ganó el alabo de la prensa por infundir confianza y disciplina en sus jugadores, que han ayudado a obtener grandes victorias en condiciones adversas. Por ejemplo, en el último partido de La Liga del 2014, en el Camp Nou ante el Barcelona, cuando el Atlético necesitaba un empate para ganar el campeonato, Diego Costa y Arda Turán fueron reemplazados del partido por lesiones en el primer tiempo, y el Barcelona abrió el marcador. Sin embargo, Simeone fue capaz de motivar a su equipo en el entretiempo y Godín logró el empate que el equipo necesitaba. Simeone dijo: "En el entretiempo les dije que se relajen. En el primer tiempo jugamos bien. Sabía que si anotabamos, les saldría caro. Eso es lo que ocurrió. Hubo un íncreible esfuerzo colectivo del equipo." Durante la serie ante el Arsenal por la Europa League en el Emirates Stadium, el Atlético estaba jugando sin sus jugadores claves Diego Costa, Juanfran, Filipe Luis y Vitolo, y en el minuto 10 Šime Vrsaljko fue expulsado por una tarjeta roja, seguido de una expulsión a Simeone. A pesar de jugar con diez hombres, y sin su entrenador en el banco, y con la mayoría de los jugadores en posiciones improvisadas y con solo el 24% de la posesión de balón, el equipo no perdió ni su forma ni compostura, logrando un empate 1-1 que les sirvió para avanzar a la final. "Simeone nos enseñó a sufrir", recaló el delantero Arda Turán en 2015, apoyando la idea de que el técnico argentino es un hombre que saca lo mejor de las situaciones difíciles. Diego Godin dijo también acerca de su técnico “Los jugadores morirían por él [Simeone]. Cree que podemos competir contra equipos mucho más grandes. Tenemos una gran confianza en él, estamos con él hasta la muerte y también él con nosotros, y eso se nota en el campo. Creo que todo el equipo tiene confianza en el entrenador y todos sabemos el camino que tenemos que tomar: él nos marca el camino y lo acompañamos hasta la muerte. Así es como logras las cosas."
En la temporada 2020-21, debido a la crisis de bajas sufridas por culpa del COVID-19, Simeone experimentó con formaciones de tres defensores, como 5-3-2, y 3-5-2. Esto permitió que se adaptara a un estilo con más posesión de pelota, promediando la mayor posesión de pelota que sus rivales desde la campaña victoriosa de 2013-14.

## Estadísticas

### Como jugador

#### Clubes
| Club                        | Temporada           | Liga  | Liga  | Copa  | Copa  | Supercopa | Supercopa | Liga de Campeones | Liga de Campeones | Copa de la UEFA | Copa de la UEFA | Supercopa de Europa | Supercopa de Europa | Copa Intertoto | Copa Intertoto | Total | Total |
| Club                        | Temporada           | Part. | Goles | Part. | Goles | Part.     | Goles     | Part.             | Goles             | Part.           | Goles           | Part.               | Goles               | Part.          | Goles          | Part. | Goles |
| --------------------------- | ------------------- | ----- | ----- | ----- | ----- | --------- | --------- | ----------------- | ----------------- | --------------- | --------------- | ------------------- | ------------------- | -------------- | -------------- | ----- | ----- |
| Vélez Sarsfield Argentina   | 1987-88             | 28    | 4     | -     | -     | -         | -         | -                 | -                 | -               | -               | -                   | -                   | -              | -              | 28    | 4     |
| Vélez Sarsfield Argentina   | 1988-89             | 16    | 2     | -     | -     | -         | -         | -                 | -                 | -               | -               | -                   | -                   | -              | -              | 16    | 2     |
| Vélez Sarsfield Argentina   | 1989-90             | 32    | 8     | -     | -     | -         | -         | -                 | -                 | -               | -               | -                   | -                   | -              | -              | 32    | 8     |
| Vélez Sarsfield Argentina   | Total               | 76    | 14    | -     | -     | -         | -         | -                 | -                 | -               | -               | -                   | -                   | -              | -              | 76    | 14    |
| Pisa Calcio · Italia        | 1990-91             | 31    | 4     | 4     | 0     | -         | -         | -                 | -                 | -               | -               | -                   | -                   | -              | -              | 35    | 4     |
| Pisa Calcio · Italia        | 1991-92             | 24    | 2     | 3     | 0     | -         | -         | -                 | -                 | -               | -               | -                   | -                   | -              | -              | 27    | 2     |
| Pisa Calcio · Italia        | Total               | 55    | 6     | 7     | 0     | -         | -         | -                 | -                 | -               | -               | -                   | -                   | -              | -              | 62    | 6     |
| Sevilla · España            | 1992-93             | 33    | 4     | 2     | 1     | -         | -         | -                 | -                 | -               | -               | -                   | -                   | -              | -              | 35    | 5     |
| Sevilla · España            | 1993-94             | 31    | 8     | 7     | 3     | -         | -         | -                 | -                 | -               | -               | -                   | -                   | -              | -              | 38    | 11    |
| Sevilla · España            | Total               | 64    | 12    | 9     | 4     | -         | -         | -                 | -                 | -               | -               | -                   | -                   | -              | -              | 73    | 16    |
| Atlético de Madrid · España | 1994-95             | 29    | 6     | 4     | 2     | -         | -         | -                 | -                 | -               | -               | -                   | -                   | -              | -              | 33    | 8     |
| Atlético de Madrid · España | 1995-96             | 37    | 12    | 8     | 0     | -         | -         | -                 | -                 | -               | -               | -                   | -                   | -              | -              | 45    | 12    |
| Atlético de Madrid · España | 1996-97             | 32    | 3     | 4     | 1     | 2         | 0         | 7                 | 4                 | -               | -               | -                   | -                   | -              | -              | 45    | 8     |
| Internazionale · Italia     | 1997-98             | 30    | 6     | 2     | 0     | -         | -         | -                 | -                 | 9               | 1               | -                   | -                   | -              | -              | 41    | 7     |
| Internazionale · Italia     | 1998-99             | 27    | 5     | 8     | 0     | -         | -         | 9                 | 2                 | -               | -               | -                   | -                   | -              | -              | 44    | 7     |
| Internazionale · Italia     | Total               | 57    | 11    | 10    | 0     | -         | -         | 9                 | 2                 | 9               | 1               | -                   | -                   | -              | -              | 85    | 14    |
| Lazio · Italia              | 1999-00             | 28    | 5     | 7     | 2     | -         | -         | 11                | 0                 | -               | -               | 1                   | 0                   | -              | -              | 47    | 7     |
| Lazio · Italia              | 2000-01             | 30    | 2     | 2     | 0     | 1         | 0         | 8                 | 1                 | -               | -               | -                   | -                   | -              | -              | 41    | 3     |
| Lazio · Italia              | 2001-02             | 8     | 1     | 0     | 0     | -         | -         | 5                 | 0                 | -               | -               | -                   | -                   | -              | -              | 13    | 1     |
| Lazio · Italia              | 2002-03             | 24    | 7     | 4     | 0     | -         | -         | -                 | -                 | 7               | 0               | -                   | -                   | -              | -              | 35    | 7     |
| Lazio · Italia              | Total               | 90    | 15    | 13    | 2     | 1         | 0         | 24                | 1                 | 7               | 0               | -                   | -                   | -              | -              | 136   | 18    |
| Atlético de Madrid · España | 2003-04             | 28    | 2     | 4     | 0     | -         | -         | -                 | -                 | -               | -               | -                   | -                   | -              | -              | 32    | 2     |
| Atlético de Madrid · España | 2004-05             | 8     | 0     | 1     | 0     | -         | -         | -                 | -                 | -               | -               | -                   | -                   | 6              | 1              | 15    | 1     |
| Atlético de Madrid · España | Total               | 134   | 23    | 21    | 3     | 2         | 0         | 7                 | 4                 | -               | -               | -                   | -                   | 6              | 1              | 168   | 30    |
| Racing Club Argentina       | 2005                | 17    | 2     | -     | -     | -         | -         | -                 | -                 | -               | -               | -                   | -                   | -              | -              | 17    | 2     |
| Racing Club Argentina       | 2005-06             | 20    | 1     | -     | -     | -         | -         | -                 | -                 | -               | -               | -                   | -                   | -              | -              | 20    | 1     |
| Racing Club Argentina       | Total               | 37    | 3     | -     | -     | -         | -         | -                 | -                 | -               | -               | -                   | -                   | -              | -              | 37    | 3     |
| Total en su carrera         | Total en su carrera | 513   | 84    | 60    | 9     | 3         | 0         | 40                | 7                 | 16              | 1               | 1                   | 0                   | 6              | 1              | 639   | 102   |

#### Selección
| Selección | Año   | Amistosos | Amistosos | Eliminatorias | Eliminatorias | Copa América | Copa América | Copa Mundial | Copa Mundial | Copa Confederaciones | Copa Confederaciones | Total | Total |
| Selección | Año   | P. J.     | G.        | P. J.         | G.            | P. J.        | G.           | P. J.        | G.           | P. J.                | G.                   | P. J. | G.    |
| --------- | ----- | --------- | --------- | ------------- | ------------- | ------------ | ------------ | ------------ | ------------ | -------------------- | -------------------- | ----- | ----- |
| Argentina | 1988  | 2         | 1         | -             | -             | -            | -            | -            | -            | -                    | -                    | 2     | 1     |
| Argentina | 1989  | 3         | 0         | -             | -             | -            | -            | -            | -            | -                    | -                    | 3     | 0     |
| Argentina | 1990  | 1         | 0         | -             | -             | -            | -            | -            | -            | -                    | -                    | 1     | 0     |
| Argentina | 1991  | 3         | 0         | -             | -             | 6            | 2            | -            | -            | -                    | -                    | 9     | 2     |
| Argentina | 1992  | 1         | 0         | -             | -             | -            | -            | -            | -            | 2                    | 1                    | 3     | 1     |
| Argentina | 1993  | 2         | 0         | 6             | 0             | 5            | 1            | -            | -            | -                    | -                    | 13    | 1     |
| Argentina | 1994  | 6         | 0         | -             | -             | -            | -            | 4            | 0            | -                    | -                    | 10    | 0     |
| Argentina | 1995  | 4         | 1         | -             | -             | 4            | 1            | -            | -            | -                    | -                    | 8     | 2     |
| Argentina | 1996  | 2         | 1         | 4             | 1             | -            | -            | -            | -            | -                    | -                    | 6     | 2     |
| Argentina | 1997  | 0         | 0         | 9             | 1             | -            | -            | -            | -            | -                    | -                    | 9     | 1     |
| Argentina | 1998  | 7         | 0         | -             | -             | -            | -            | 5            | 0            | -                    | -                    | 12    | 0     |
| Argentina | 1999  | 7         | 0         | -             | -             | 4            | 1            | -            | -            | -                    | -                    | 11    | 1     |
| Argentina | 2000  | 2         | 0         | 9             | 0             | -            | -            | -            | -            | -                    | -                    | 11    | 0     |
| Argentina | 2001  | 1         | 0         | 5             | 0             | -            | -            | -            | -            | -                    | -                    | 6     | 0     |
| Argentina | 2002  | 0         | 0         | -             | -             | -            | -            | 2            | 0            | -                    | -                    | 2     | 0     |
| Argentina | Total | 41        | 3         | 33            | 2             | 19           | 5            | 11           | 0            | 2                    | 1                    | 108   | 11    |

### Como entrenador
| Equipo                      | Div.                | Temporada           | Liga  | Liga | Liga | Liga | Liga |       | Copa | Copa | Copa | Copa  |    | Internacional | Internacional | Internacional | Internacional | Internacional |   | Otros | Otros | Otros | Otros |     | Totales     | Totales | Totales | Totales | Totales | Totales | Totales | Totales |
| Equipo                      | Div.                | Temporada           | Part. | G    | E    | P    | Pos. | Part. | G    | E    | P    | Part. | G  | E             | P             | Pos.          | Part.         | G             | E | P     | Part. | G     | E     | P   | Rendimiento | GF      | GC      | Dif.    |         |         |         |         |
| --------------------------- | ------------------- | ------------------- | ----- | ---- | ---- | ---- | ---- | ----- | ---- | ---- | ---- | ----- | -- | ------------- | ------------- | ------------- | ------------- | ------------- | - | ----- | ----- | ----- | ----- | --- | ----------- | ------- | ------- | ------- | ------- | ------- | ------- | ------- |
| Racing Argentina            | 1.ª                 | 2006                | 14    | 5    | 3    | 6    | 18.º | -     | -    | -    | -    | -     | -  | -             | -             | -             | -             | -             | - | -     | 14    | 5     | 3     | 6   | 42.85%      | 11      | 14      | -3      |         |         |         |         |
| Estudiantes Argentina       | 1.ª                 | 2006-07             | 39    | 25   | 9    | 5    | 1.º  | -     | -    | -    | -    | -     | -  | -             | -             | -             | -             | -             | - | -     | 39    | 25    | 9     | 5   | 71.79%      | 65      | 30      | +35     |         |         |         |         |
| Estudiantes Argentina       | 1.ª                 | 2007                | 19    | 8    | 6    | 5    | 6.º  | -     | -    | -    | -    | 2     | 1  | 0             | 1             | 2ªR           | -             | -             | - | -     | 21    | 9     | 6     | 6   | 52.38%      | 29      | 22      | +7      |         |         |         |         |
| Estudiantes Argentina       | Total               | Total               | 58    | 33   | 15   | 10   | -    | -     | -    | -    | -    | 2     | 1  | 0             | 1             | -             | -             | -             | - | -     | 60    | 34    | 15    | 11  | 65%         | 94      | 52      | +42     |         |         |         |         |
| River Plate Argentina       | 1.ª                 | 2007-08             | 19    | 13   | 4    | 2    | 1.º  | -     | -    | -    | -    | 8     | 4  | 1             | 3             | 1/8           | -             | -             | - | -     | 27    | 17    | 5     | 5   | 69.13%      | 46      | 25      | +21     |         |         |         |         |
| River Plate Argentina       | 1.ª                 | 2008                | 14    | 1    | 7    | 6    | 20.º | -     | -    | -    | -    | 4     | 2  | 1             | 1             | 1/4           | -             | -             | - | -     | 18    | 3     | 8     | 7   | 31.48%      | 22      | 27      | -5      |         |         |         |         |
| River Plate Argentina       | Total               | Total               | 33    | 14   | 11   | 8    | -    | -     | -    | -    | -    | 12    | 6  | 2             | 4             | -             | -             | -             | - | -     | 45    | 20    | 13    | 12  | 54.07%      | 68      | 52      | +16     |         |         |         |         |
| San Lorenzo Argentina       | 1.ª                 | 2009                | 10    | 4    | 2    | 4    | 11.º | -     | -    | -    | -    | 1     | 1  | 0             | 0             | FG            | -             | -             | - | -     | 11    | 5     | 2     | 4   | 51.51%      | 14      | 6       | +8      |         |         |         |         |
| San Lorenzo Argentina       | 1.ª                 | 2009-10             | 33    | 13   | 7    | 13   | 7.º  | -     | -    | -    | -    | 6     | 4  | 0             | 2             | 1/4           | -             | -             | - | -     | 39    | 17    | 7     | 15  | 49.57%      | 44      | 36      | +8      |         |         |         |         |
| San Lorenzo Argentina       | Total               | Total               | 43    | 17   | 9    | 17   | -    | -     | -    | -    | -    | 7     | 5  | 0             | 2             | -             | -             | -             | - | -     | 50    | 22    | 9     | 19  | 50%         | 58      | 42      | +16     |         |         |         |         |
| Catania · Italia            | 1.ª                 | 2010-11             | 18    | 7    | 3    | 8    | 13.º | -     | -    | -    | -    | -     | -  | -             | -             | -             | -             | -             | - | -     | 18    | 7     | 3     | 8   | 44.45%      | 22      | 27      | -5      |         |         |         |         |
| Catania · Italia            | Total               | Total               | 18    | 7    | 3    | 8    | -    | -     | -    | -    | -    | -     | -  | -             | -             | -             | -             | -             | - | -     | 18    | 7     | 3     | 8   | 44.45%      | 22      | 27      | -5      |         |         |         |         |
| Racing Argentina            | 1.ª                 | 2011                | 19    | 7    | 10   | 2    | 2.º  | 1     | 1    | 0    | 0    | -     | -  | -             | -             | -             | -             | -             | - | -     | 20    | 8     | 10    | 2   | 56.67%      | 18      | 8       | +10     |         |         |         |         |
| Racing Argentina            | Total               | Total               | 33    | 12   | 13   | 8    | -    | 1     | 1    | 0    | 0    | -     | -  | -             | -             | -             | -             | -             | - | -     | 34    | 13    | 13    | 8   | 50.99%      | 29      | 22      | +7      |         |         |         |         |
| Atlético de Madrid · España | 1.ª                 | 2011-12             | 22    | 10   | 7    | 5    | 5.º  | -     | -    | -    | -    | 9     | 9  | 0             | 0             | 1.º           | -             | -             | - | -     | 31    | 19    | 7     | 5   | 68.82%      | 52      | 25      | +27     |         |         |         |         |
| Atlético de Madrid · España | 1.ª                 | 2012-13             | 38    | 23   | 7    | 8    | 3.º  | 9     | 6    | 3    | 0    | 8     | 5  | 0             | 3             | 1/16          | 1             | 1             | 0 | 0     | 56    | 35    | 10    | 11  | 68.45%      | 93      | 43      | +50     |         |         |         |         |
| Atlético de Madrid · España | 1.ª                 | 2013-14             | 38    | 28   | 6    | 4    | 1.º  | 8     | 5    | 1    | 2    | 13    | 9  | 3             | 1             | 2.º           | 2             | 0             | 2 | 0     | 61    | 42    | 12    | 7   | 75.41%      | 116     | 45      | +71     |         |         |         |         |
| Atlético de Madrid · España | 1.ª                 | 2014-15             | 38    | 23   | 9    | 6    | 3.º  | 6     | 2    | 2    | 2    | 10    | 5  | 2             | 3             | 1/4           | 2             | 1             | 1 | 0     | 56    | 31    | 14    | 11  | 63.69%      | 95      | 43      | +52     |         |         |         |         |
| Atlético de Madrid · España | 1.ª                 | 2015-16             | 38    | 28   | 4    | 6    | 3.º  | 6     | 3    | 2    | 1    | 13    | 6  | 4             | 3             | 2.º           | -             | -             | - | -     | 57    | 37    | 10    | 10  | 70.76%      | 89      | 31      | +58     |         |         |         |         |
| Atlético de Madrid · España | 1.ª                 | 2016-17             | 38    | 23   | 9    | 6    | 3.º  | 8     | 4    | 2    | 2    | 12    | 8  | 2             | 2             | 1/2           | -             | -             | - | -     | 58    | 35    | 13    | 10  | 67.81%      | 106     | 45      | +61     |         |         |         |         |
| Atlético de Madrid · España | 1.ª                 | 2017-18             | 38    | 23   | 10   | 5    | 2.º  | 6     | 3    | 1    | 2    | 15    | 8  | 5             | 2             | 1.º           | -             | -             | - | -     | 58    | 34    | 15    | 9   | 67.24%      | 96      | 36      | +60     |         |         |         |         |
| Atlético de Madrid · España | 1.ª                 | 2018-19             | 38    | 22   | 10   | 6    | 2.º  | 4     | 2    | 2    | 0    | 8     | 5  | 1             | 2             | 1/8           | 1             | 1             | 0 | 0     | 51    | 30    | 13    | 8   | 67.32%      | 79      | 44      | +35     |         |         |         |         |
| Atlético de Madrid · España | 1.ª                 | 2019-20             | 38    | 18   | 16   | 4    | 3.º  | 1     | 0    | 0    | 1    | 9     | 5  | 1             | 3             | 1/4           | 2             | 1             | 1 | 0     | 50    | 24    | 18    | 8   | 60%         | 68      | 40      | +28     |         |         |         |         |
| Atlético de Madrid · España | 1.ª                 | 2020-21             | 38    | 26   | 8    | 4    | 1.º  | 2     | 1    | 0    | 1    | 8     | 2  | 3             | 3             | 1/8           | -             | -             | - | -     | 48    | 29    | 11    | 8   | 68.06%      | 77      | 37      | +40     |         |         |         |         |
| Atlético de Madrid · España | 1.ª                 | 2021-22             | 38    | 21   | 8    | 9    | 3.º  | 2     | 1    | 0    | 1    | 10    | 3  | 3             | 4             | 1/4           | 1             | 0             | 0 | 1     | 51    | 25    | 11    | 15  | 55.56%      | 80      | 57      | +23     |         |         |         |         |
| Atlético de Madrid · España | 1.ª                 | 2022-23             | 38    | 23   | 8    | 7    | 3.º  | 5     | 4    | 0    | 1    | 6     | 1  | 2             | 3             | FG            | -             | -             | - | -     | 49    | 28    | 10    | 11  | 63.94%      | 85      | 46      | +39     |         |         |         |         |
| Atlético de Madrid · España | 1.ª                 | 2023-24             | 38    | 24   | 4    | 10   | 4.º  | 5     | 3    | 0    | 2    | 10    | 6  | 2             | 2             | 1/4           | 1             | 0             | 0 | 1     | 54    | 33    | 6     | 15  | 64.81%      | 104     | 68      | +36     |         |         |         |         |
| Atlético de Madrid · España | 1.ª                 | 2024-25             | 38    | 22   | 10   | 6    | 3.º  | 7     | 5    | 1    | 1    | 10    | 7  | 0             | 3             | 1/8           | 3             | 2             | 0 | 1     | 58    | 36    | 11    | 11  | 68.39%      | 113     | 55      | +58     |         |         |         |         |
| Atlético de Madrid · España | 1.ª                 | 2025-26             | 1     | 0    | 0    | 1    | -    | 0     | 0    | 0    | 0    | 0     | 0  | 0             | 0             | -             | -             | -             | - | -     | 1     | 0     | 0     | 1   | 0%          | 1       | 2       | -1      |         |         |         |         |
| Atlético de Madrid · España | Total               | Total               | 517   | 314  | 116  | 87   | -    | 69    | 39   | 14   | 16   | 141   | 79 | 28            | 34            | -             | 13            | 6             | 4 | 3     | 740   | 438   | 162   | 140 | 66.49%      | 1254    | 617     | +637    |         |         |         |         |
| Total en su carrera         | Total en su carrera | Total en su carrera | 702   | 397  | 167  | 138  | -    | 70    | 40   | 14   | 16   | 162   | 91 | 30            | 41            | -             | 13            | 6             | 4 | 3     | 947   | 534   | 215   | 198 | 63.96%      | 1518    | 808     | +710    |         |         |         |         |
| 1. 2. 3.                    |                     |                     |       |      |      |      |      |       |      |      |      |       |    |               |               |               |               |               |   |       |       |       |       |     |             |         |         |         |         |         |         |         |

#### Resumen por competiciones
| Competición                   | Partidos | Ganados | Empatados | Perdidos | %      | Resultado        |
| ----------------------------- | -------- | ------- | --------- | -------- | ------ | ---------------- |
| Primera División de Argentina | 167      | 76      | 48        | 43       | 55.09% | Campeón          |
| Copa Argentina                | 1        | 1       | 0         | 0        | 100%   | Primera ronda    |
| Serie A                       | 18       | 7       | 3         | 8        | 44.45% | 13.º lugar       |
| LaLiga                        | 517      | 314     | 116       | 87       | 68.22% | Campeón          |
| Copa del Rey                  | 69       | 39      | 14        | 16       | 63.28% | Campeón          |
| Supercopa de España           | 8        | 2       | 4         | 2        | 41.67% | Campeón          |
| Copa Libertadores             | 9        | 5       | 1         | 3        | 59.26% | Octavos de final |
| Copa Sudamericana             | 12       | 7       | 1         | 4        | 61.11% | Cuartos de final |
| Liga de Campeones de la UEFA  | 115      | 58      | 27        | 30       | 58.26% | Subcampeón       |
| Liga Europa de la UEFA        | 26       | 21      | 1         | 4        | 82.05% | Campeón          |
| Supercopa de la UEFA          | 2        | 2       | 0         | 0        | 100%   | Campeón          |
| Mundial de Clubes de la FIFA  | 3        | 2       | 0         | 1        | 66.67% | Fase de grupos   |
| TOTAL                         | 947      | 534     | 215       | 198      | 63.96% | 10 Títulos       |

## Palmarés

### Como jugador

#### Campeonatos nacionales
| Título              | Club               | País   | Año       |
| ------------------- | ------------------ | ------ | --------- |
| La Liga             | Atlético de Madrid | España | 1995-96   |
| Copa del Rey        | Atlético de Madrid | España | 1995-96   |
| Serie A             | Lazio              | Italia | 1999-2000 |
| Copa Italia         | Lazio              | Italia | 1999-2000 |
| Supercopa de Italia | Lazio              | Italia | 2000      |

#### Campeonatos internacionales
| Título                          | Selección/Club             | Sede          | Año     |
| ------------------------------- | -------------------------- | ------------- | ------- |
| Copa América                    | Selección Argentina        | Santiago      | 1991    |
| Copa Confederaciones            | Selección Argentina        | Riad          | 1992    |
| Copa de Campeones Conmebol-UEFA | Selección Argentina        | Mar del Plata | 1993    |
| Copa América                    | Selección Argentina        | Guayaquil     | 1993    |
| Juegos Olímpicos                | Selección sub-23 Argentina | Atlanta       | 1996    |
| Copa de la UEFA                 | Internazionale             | París         | 1997-98 |
| Supercopa de la UEFA            | Lazio                      | Mónaco        | 1999    |

#### Distinciones individuales
| Distinción                                          | Año  |
| --------------------------------------------------- | ---- |
| Trofeo EFE – Mejor jugador iberoamericano en España | 1996 |
| Nominado al Balón de Oro                            | 1996 |
| Premio Konex al Mérito – Fútbol en el Exterior      | 2000 |
| Premio Alumni de Oro                                | 2005 |
| Miembro del Salón de la Fama del Fútbol             | 2024 |

### Como entrenador

#### Campeonatos nacionales
| Título              | Club                    | País      | Año     |
| ------------------- | ----------------------- | --------- | ------- |
| Primera División    | Estudiantes de La Plata | Argentina | 2006-A  |
| Primera División    | River Plate             | Argentina | 2008-C  |
| Copa del Rey        | Atlético de Madrid      | España    | 2012-13 |
| La Liga             | Atlético de Madrid      | España    | 2013-14 |
| Supercopa de España | Atlético de Madrid      | España    | 2014    |
| La Liga             | Atlético de Madrid      | España    | 2020-21 |

#### Campeonatos internacionales
| Título              | Club               | Sede     | Año     |
| ------------------- | ------------------ | -------- | ------- |
| Europa League       | Atlético de Madrid | Bucarest | 2011-12 |
| Supercopa de Europa | Atlético de Madrid | Mónaco   | 2012    |
| Europa League       | Atlético de Madrid | Lyon     | 2017-18 |
| Supercopa de Europa | Atlético de Madrid | Tallin   | 2018    |

#### Distinciones individuales
| Distinción                                               | Año              |
| -------------------------------------------------------- | ---------------- |
| Premio LFP – Mejor entrenador de La Liga                 | 2013, 2014, 2016 |
| Trofeo Miguel Muñoz – Mejor entrenador de La Liga        | 2014, 2016, 2021 |
| Trofeo Comunidad Iberoamericana                          | 2014             |
| Premio IFFHS – Mejor entrenador de club del mundo        | 2016             |
| Globe Soccer Awards – Mejor entrenador del mundo         | 2017             |
| Ciudad Autónoma de Buenos Aires – Personalidad Deportiva | 2019             |
| Premio Konex de Platino – Director Técnico               | 2020             |
| Premio IFFHS – Mejor entrenador de club de la década     | 2021             |

## Vida privada
Los tres hijos de su primer matrimonio con Carolina Baldini son futbolistas: Giovanni (1995), Gianluca (1998) y Giuliano (2002). Con su actual esposa, Carla Pereyra, tiene dos hijas más: Francesca (2016) y Valentina (2019).

## Filmografía
- Reportaje Canal+ (29/06/2014), «Fiebre Maldini: 'Cholo Simeone, el jugador'» en YouTube
- Documental Movistar+ (26/05/2016), «Simeone, Creer Siempre» en YouTube
- Documental Amazon Prime (26/01/2022), «Simeone. Vivir partido a partido» en Prime Video[109]
- Evento conmemorativo Atlético de Madrid (08/03/2023), «Leyenda Simeone, récord de partidos dirigidos» en YouTube